# Rue des Écoles (Paris)
Pour l’article homonyme, voir Rue des Écoles.
Ne doit pas être confondu avec Rues aux écoles à Paris.
La rue des Écoles est une voie du 5e arrondissement de Paris.
Parallèle à la Seine, elle commence à l'intersection entre la rue du Cardinal-Lemoine et la rue des Fossés-Saint-Bernard et se termine au boulevard Saint-Michel. Très fréquentée par les étudiants, elle relie le campus de Jussieu au Collège de France et à la Sorbonne.

## Situation et accès
De la rue du Cardinal-Lemoine au boulevard Saint-Michel, la rue des Écoles rencontre les voies suivantes, dans l'ordre des numéros croissants (la lettre « g » indique que la rue croisée se situe exclusivement sur la gauche, la lettre « d » qu'elle se situe exclusivement sur la droite) :
- la rue d'Arras (g) ;
- la rue de Poissy (bloquée à la circulation à droite en raison d'escaliers) (d) ;
- la place Josette-et-Maurice-Audin et la rue Saint-Victor (d) ;
- la rue Monge ;
- la rue des Bernardins ;
- la rue de la Montagne-Sainte-Geneviève ;
- la rue des Carmes ;
- la rue Jean-de-Beauvais (escaliers) (d) ;
- l'impasse Chartière et la place Marcelin-Berthelot (g) ;
- la rue Thénard (d) ;
- la rue Saint-Jacques ;
- la rue de Cluny (d) ;
- la place Paul-Painlevé (d) ;
- la rue de la Sorbonne ;
- la rue Champollion (g).

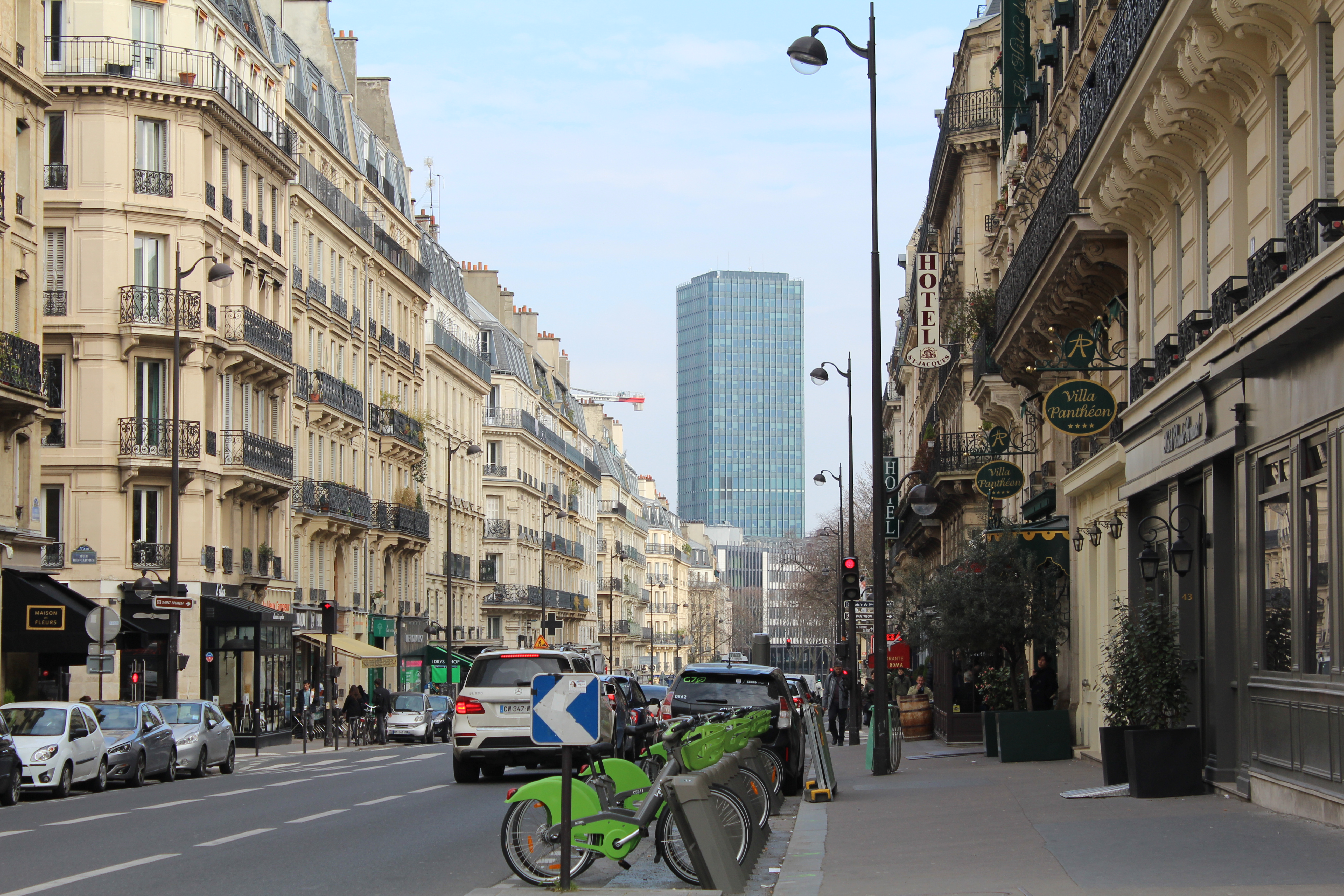
Rue des Écoles, en direction de la rue du Cardinal-Lemoine.
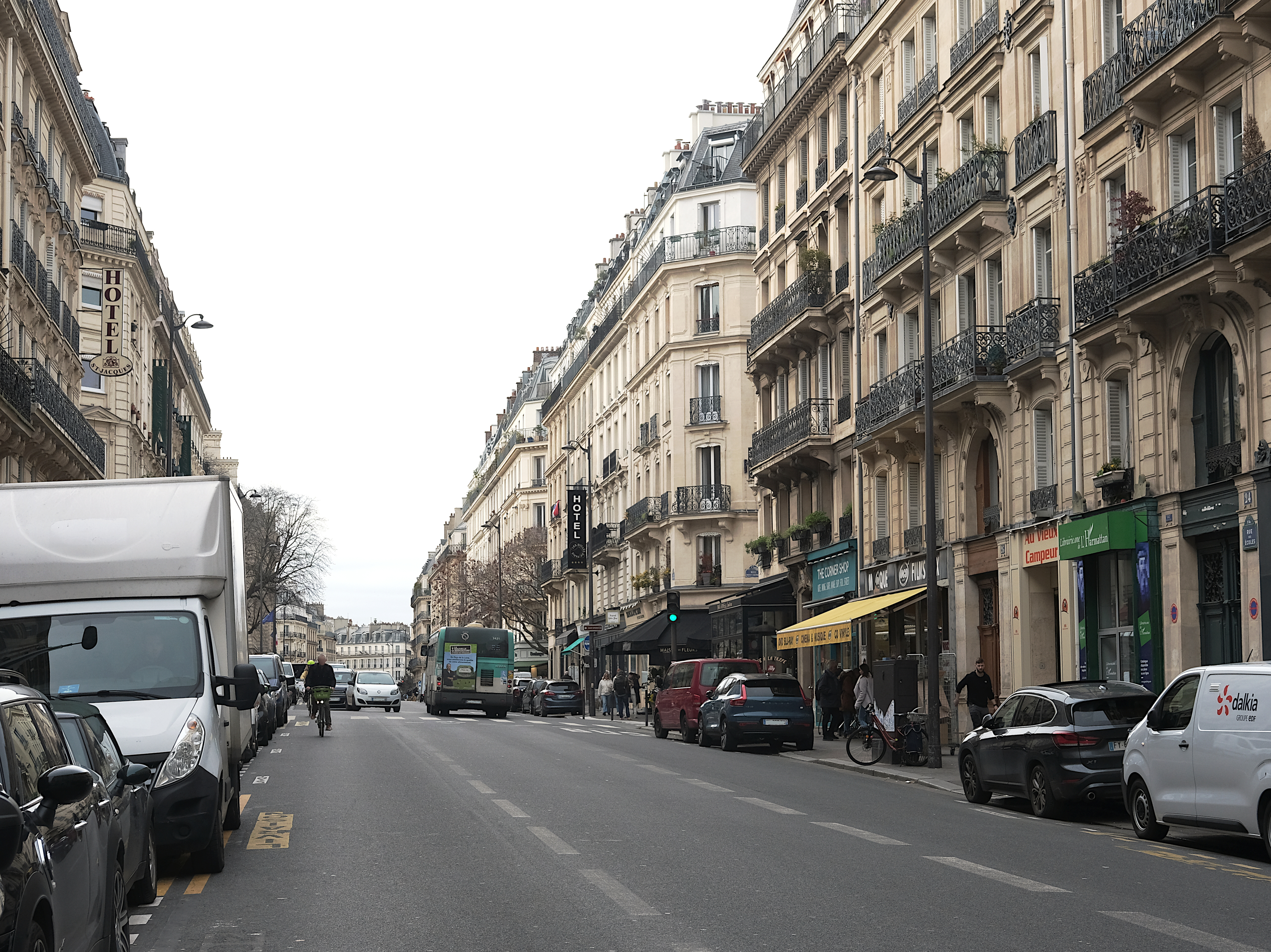
Rue des Écoles, en direction du boulevard Saint-Michel.

## Origine du nom
Elle est ainsi nommée car elle traverse le quartier de diverses grandes écoles et universités.

## Historique
Pour un article plus général, voir Transformations de Paris sous le Second Empire.
Réalisée entre 1852 et 1868, la rue des Écoles répond en fait à une demande ancienne des habitants du quartier qu'elle traverse.

### Le Quartier latin dans la première moitié duXIXesiècle
Entre 1800 et 1850, la population de Paris passe d'un demi-million à un million et demi, engendrant un encombrement sans précédent du centre de la capitale, tant pour le logement que pour la circulation. De plus, il y a une forte disparité économique entre la rive gauche et la rive droite. Aussi, les 11e et 12e arrondissements abritent-ils une population pauvre avec de nombreux inactifs. Par ailleurs, sur la rive gauche, se trouvaient de très nombreux établissements religieux dont certains, devenus biens nationaux à la Révolution ont donné lieu plus tard à un lotissement anarchique. C'est ainsi le cas de l'enclos Saint-Jean de Latran, ancienne commanderie des Hospitaliers, devenu un quartier particulièrement misérable.
Contrairement au reste de Paris, le 12e arrondissement a connu une épidémie de choléra de 1849 plus meurtrière que celle de 1832. Le versant nord de la montagne Sainte-Geneviève cumulant les effets de l'entassement du centre de Paris et ceux de la désaffection de la rive gauche par les classes aisées, est ainsi réputé habité par une population de chiffonniers.

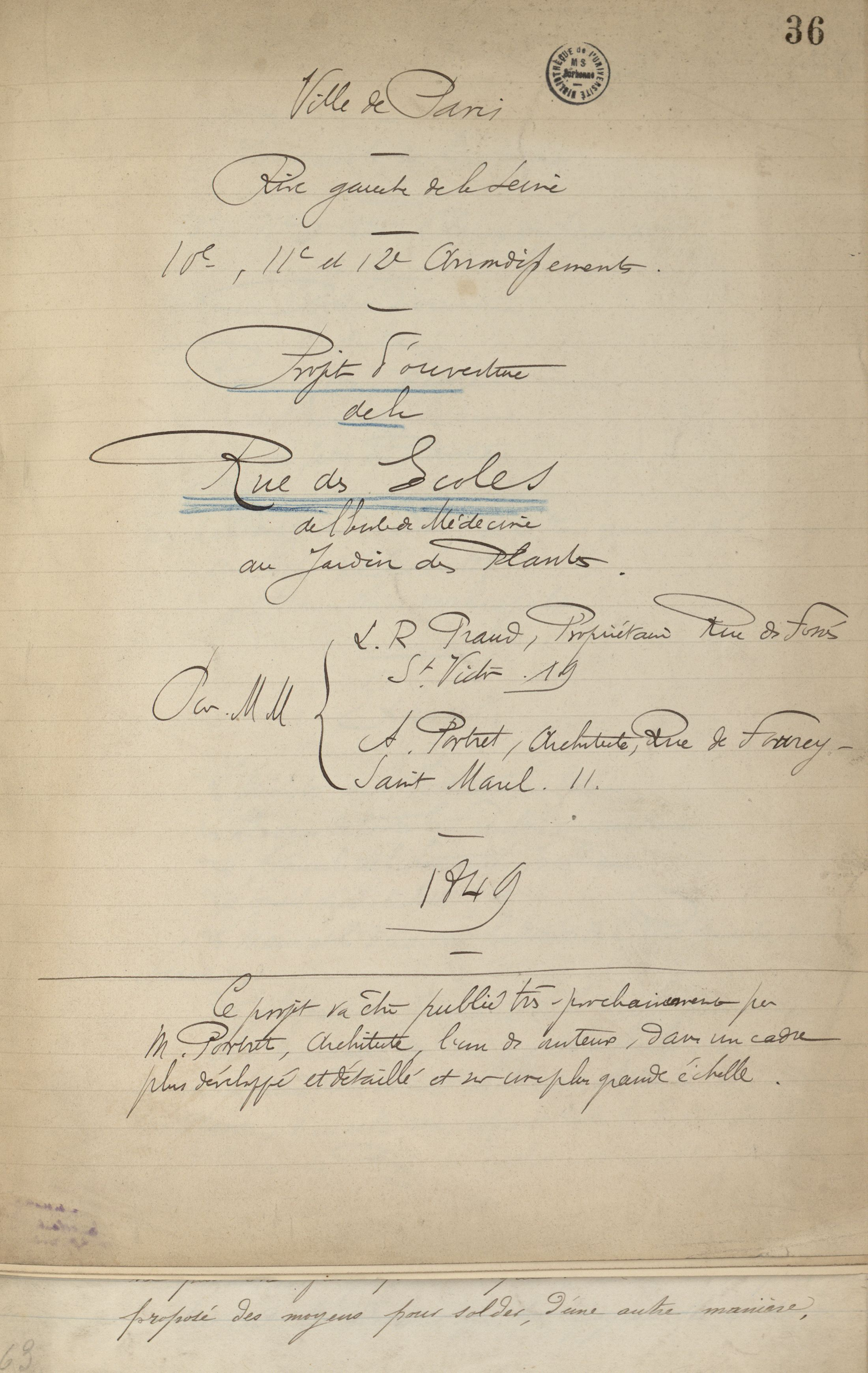
Praud, Portret, projet d'ouverture de la rue des Écoles, de l'École de médecine au Jardin des Plantes, 1849 (Bibliothèque interuniversitaire de la Sorbonne, NuBIS).

C'est dans ce cadre que presque tous les établissements d'enseignement supérieur (faculté de médecine, faculté de droit, faculté des lettres, École polytechnique, Collège de France…) ainsi que de grands collèges, sont implantés. Ces écoles sont par ailleurs mal reliées entre elles et les élèves ont l'habitude, pour aller des unes aux autres, d'emprunter des cours d'immeubles. Face à cet état de fait, de nombreuses voix s'élèvent dans les années 1840-1850 pour demander le percement d'une rue qui serait l'équivalent sur la rive gauche de la rue de Rambuteau (réalisée en 1838 par le préfet de la Seine du même nom), afin de favoriser la circulation de l'air comme celle des véhicules et piétons, permettre l'installation de classes aisées dans les immeubles qui borderont la voie, contribuant ainsi à la dynamisation économique du quartier. Ces voies viennent à la fois des habitants et de leurs représentants (les maires d'arrondissement) et d'universitaires qui jugent l'état du Quartier latin indigne de la grande ville universitaire qu'est et doit demeurer Paris.

### Le projet et son cheminement

#### Avant 1850
Il est fait état dans la Revue municipale, qui défend notamment le projet, d'une rue Neuve du Puis-Certain qui aurait été demandée dans un mémoire adressé au roi Charles X et dont le tracé correspondrait à peu près à la future rue des Écoles. On ne sait pas grand-chose de ce premier projet.
C'est dans les années 1830 que commence à se réaliser un ancêtre direct du projet de rue des Écoles : la rue de l'École-Polytechnique. Elle est d'abord l'œuvre d'un particulier, D. Mayet, qui achète en 1833 à l'État l'ancien Collège des Grassins, lequel recouvrait presque totalement le tracé de la future rue. La percée n'est cependant réalisée qu'en 1846, moyennant un petit nombre d'expropriations et des travaux d'ampleur modeste. C'est à ce moment qu'on conçoit la rue des Écoles comme une voie reliant en une seule voie la rue de l'École polytechnique à la rue de l'École-de-Médecine, via la rue du Mont-Saint-Hilaire rectifiée et la place de Cambrai (actuelle place du Collège-de-France).

#### Après 1850
La rue est décrétée d'utilité publique le 24 juillet 1852 entre la rue Jean-de-Beauvais et le boulevard Saint-Michel et le 11 août 1855 entre la rue du Cardinal-Lemoine et la rue Jean-de-Beauvais. Elle doit son nom à sa proximité historique avec les nombreuses écoles et collèges médiévaux qui l'entourent et qu'elle joint. Les travaux de percement s’échelonnent de 1854 à 1866.
C'est Napoléon III qui, avant de confier à Haussmann le soin de percer des artères dans Paris, avait initié la création de la voie. D'une ambition plus modeste, ce percement est finalement rendu inutile par le trac du boulevard Saint-Germain.
Le donjon de Saint-Jean-de-Latran et l'ancien théâtre du Panthéon (lui-même érigé à l'emplacement de l'église Saint-Benoît-le-Bétourné), qui se trouvaient sur le tracé de la rue des Écoles, furent rasés. Le portail de l'église a été réédifié dans le square de Cluny. Disparurent également lors de l’ouverture de la rue des Écoles et de la rue Monge, toutes les rues, perpendiculaires à la rue Saint-Victor et à la rue Traversine : rue de Versailles, rue du Bon-Puits, rue du Paon et rue du Mûrier.

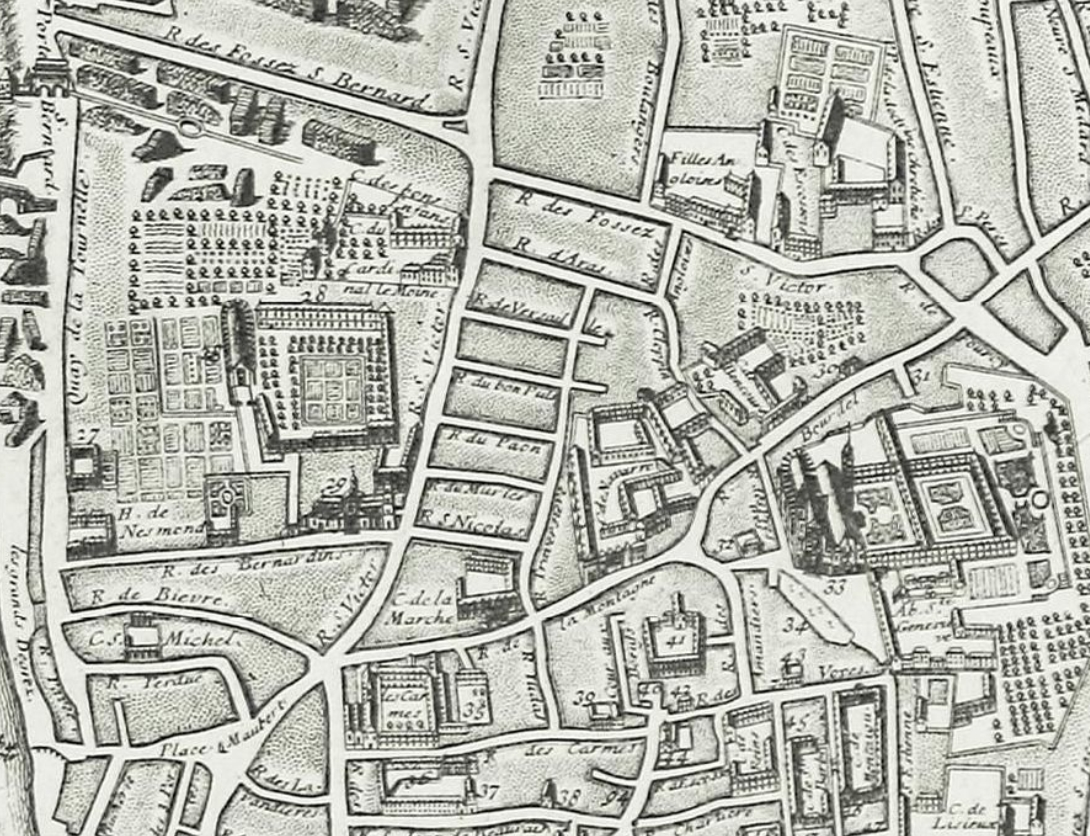
Plan partiel de 1713 de Jaillot où apparaissent les rues qui seront supprimées lors du percement, à Paris, de la rue des Écoles et de la rue Monge.
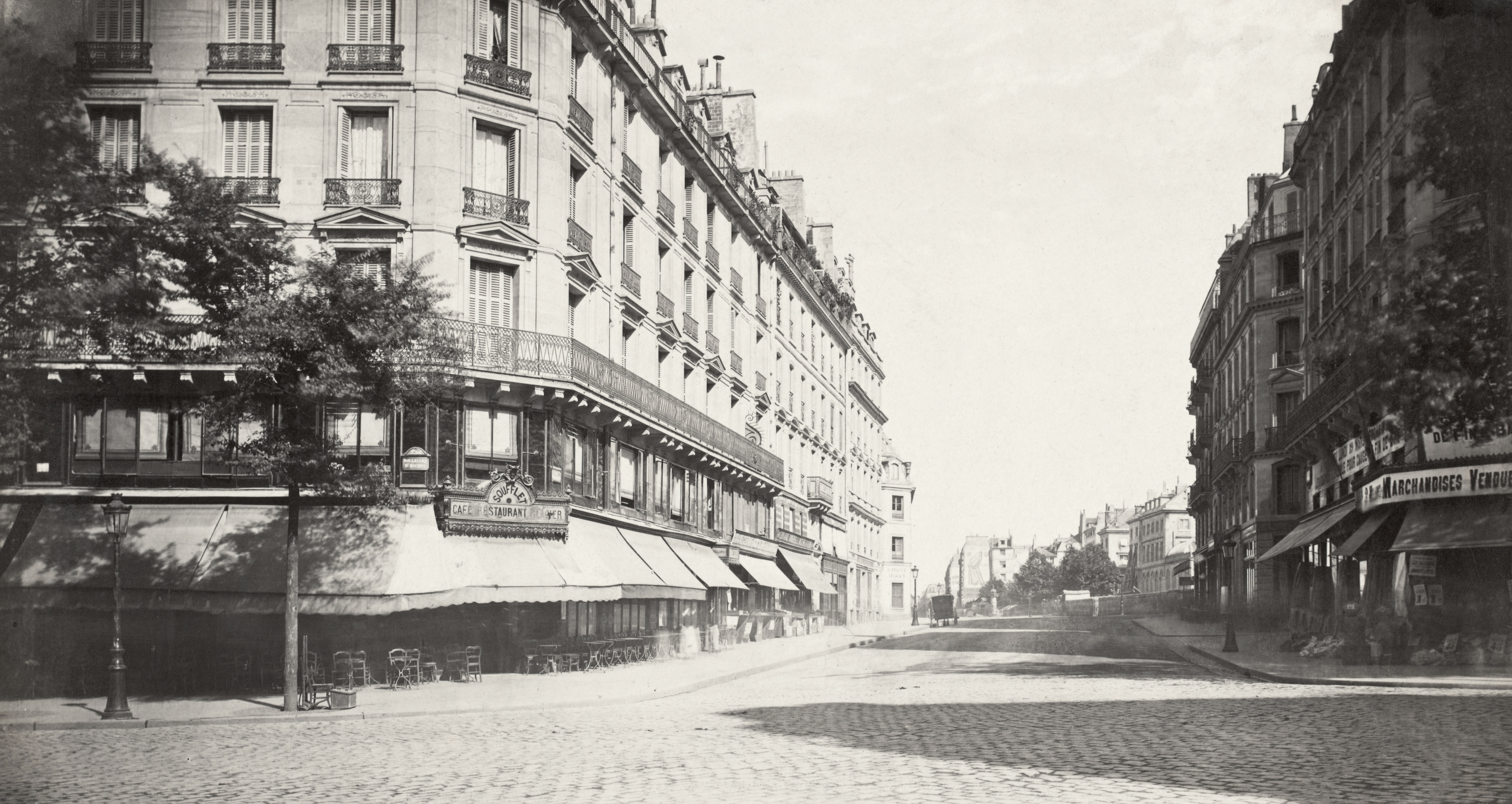
La rue des Écoles vue du boulevard Saint-Michel vers 1877 (photographie de Charles Marville).
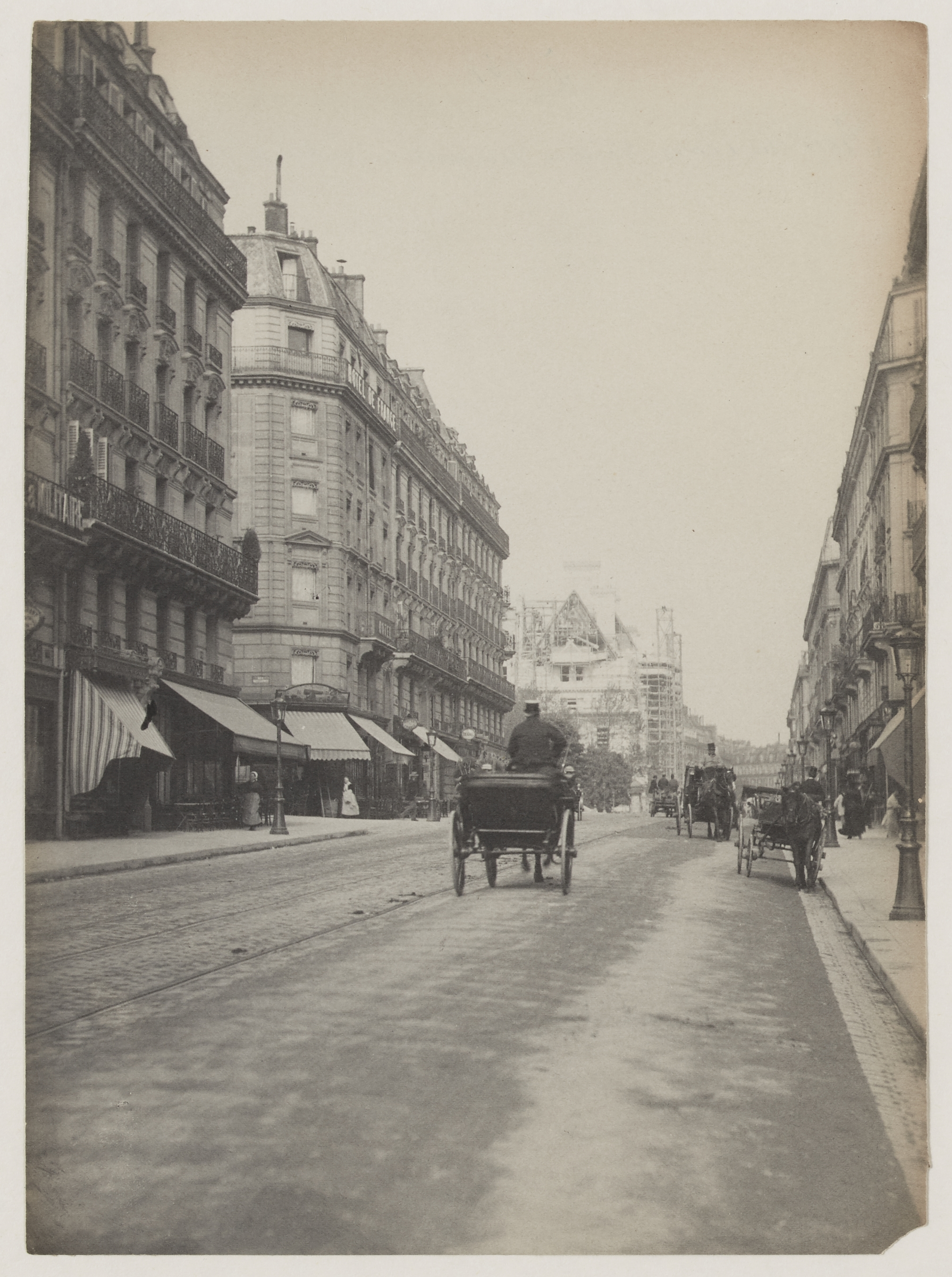
Rue vers 1890.

## Bâtiments remarquables et lieux de mémoire
En se déplaçant de son début, rue du Cardinal-Lemoine, jusqu'au boulevard Saint-Michel.

### Square Paul-Langevin et l'arrière du ministère de l'Enseignement supérieur
Situé sur le côté gauche de la rue, à l’intersection avec la rue Monge, se trouve le square Paul-Langevin.
Derrière le square, le ministère de l'Enseignement supérieur est logé dans les anciens bâtiments de l'École polytechnique qui a déménagé à Palaiseau sur les hauts plateaux d'Orsay.

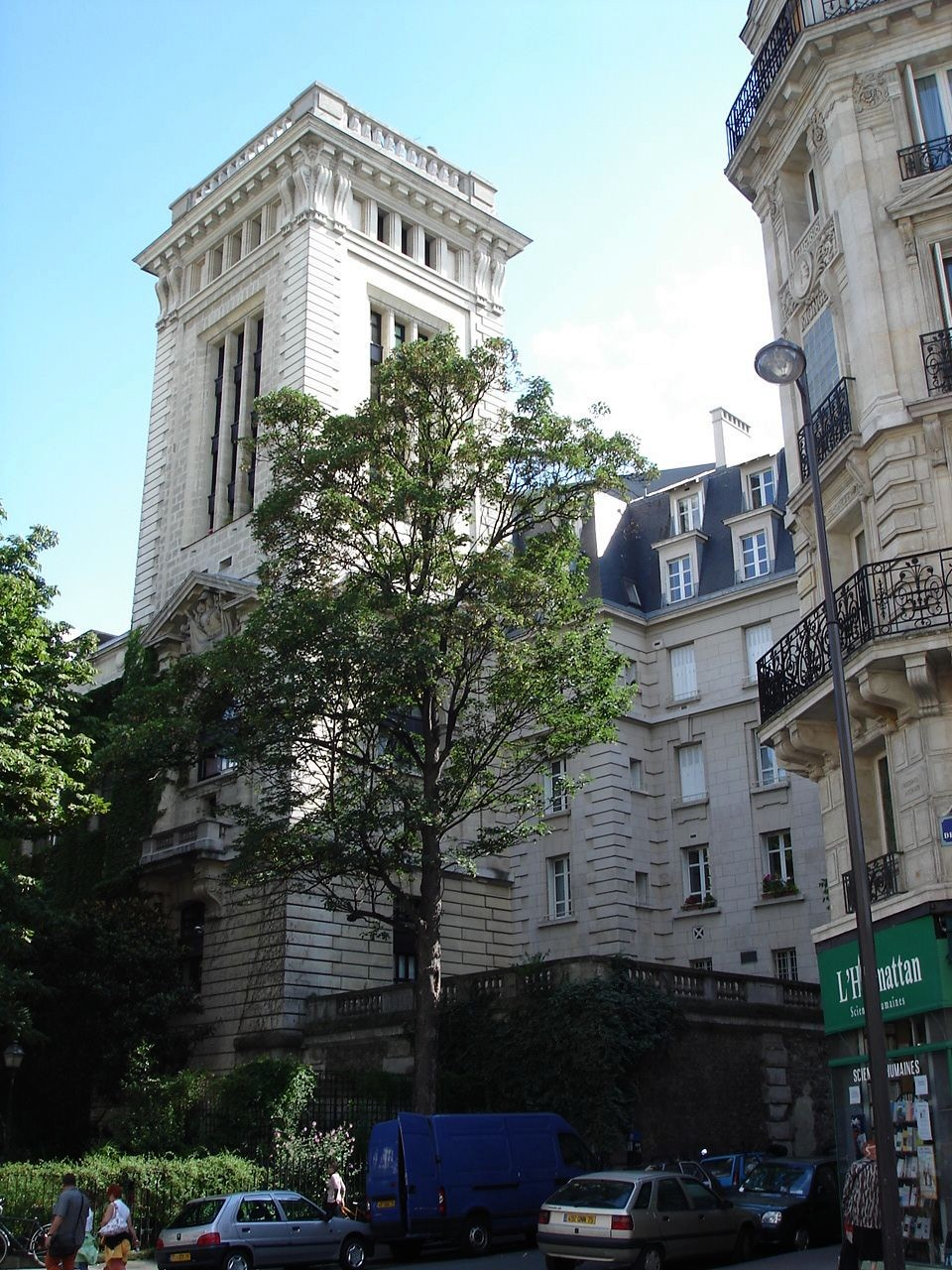
La tour de l'ancienne École polytechnique.
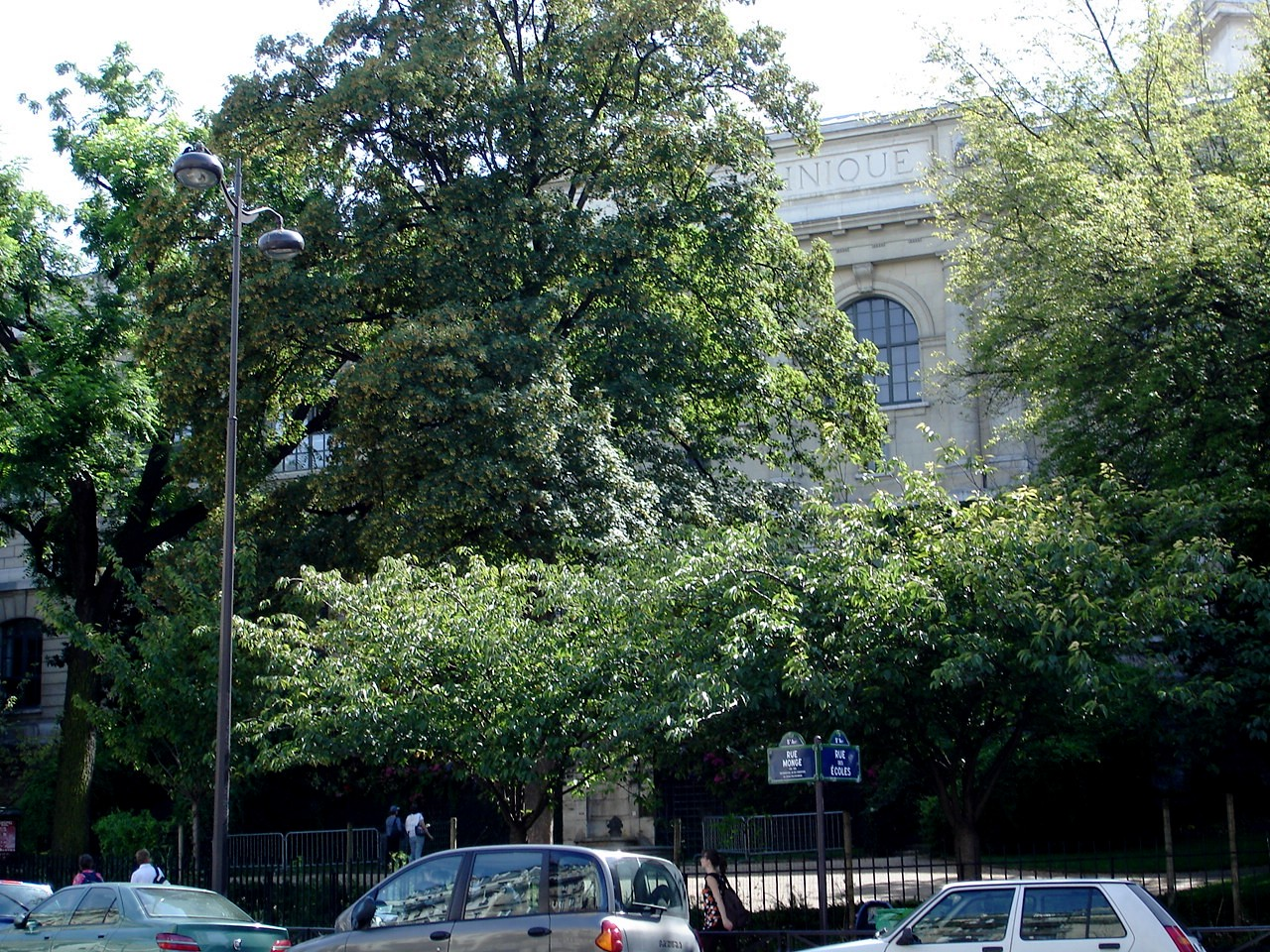
Le square Paul-Langevin et l'arrière du ministère.
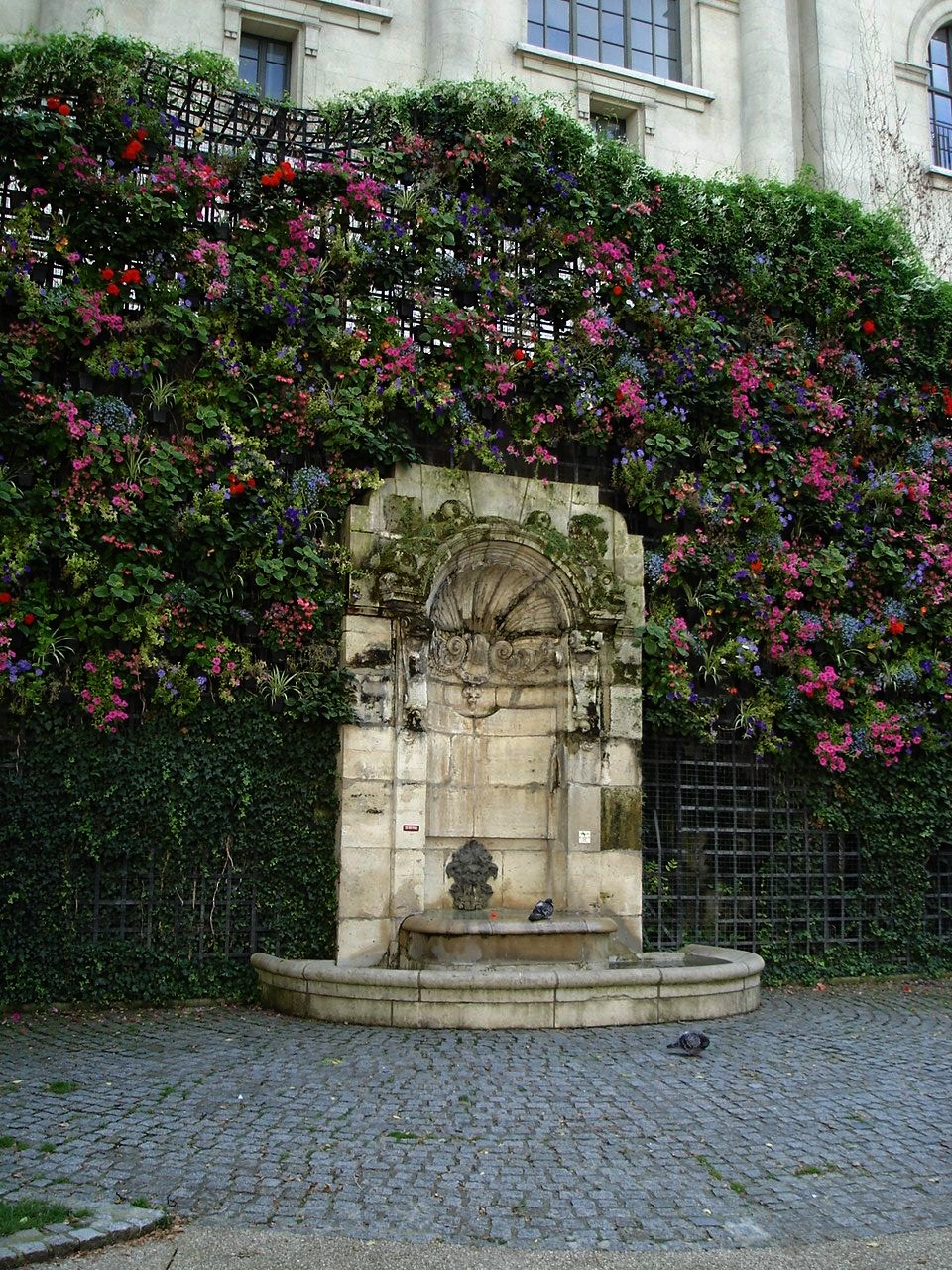
Fontaine du square Paul-Langevin.

### Statue d'Eminescu
Cette statue du célèbre poète roumain Mihai Eminescu, due au sculpteur roumain Ion Vlad (ro) (1900-1992), est située à droite de la rue, à l’intersection avec la rue Jean-de-Beauvais.

### Collège de France
L'entrée principale du Collège de France est située au 11, place Marcelin-Berthelot, légèrement en recul de la rue des Écoles derrière le square Michel-Foucault, le square Yves-Coppens et le square Auguste-Mariette-Pacha, entre la rue Saint-Jacques et l'impasse Chartière. Sur le mur presque au coin avec la rue Saint-Jacques, une plaque commémorative rappelle que Claude Bernard a enseigné au Collège de France de 1847 à 1878.
Devant l'entrée du Collège de France a été érigée en 1946 la statue en pierre de Claude Bernard par Raymond Couvègnes, dans le square Auguste-Mariette-Pacha (côté gauche), en 1928 la statue en pierre de Pierre de Ronsard par Aristide Rousaud dans le square Yves-Coppens (côté gauche) et la statue de Dante dans le square Michel-Foucault (droite).

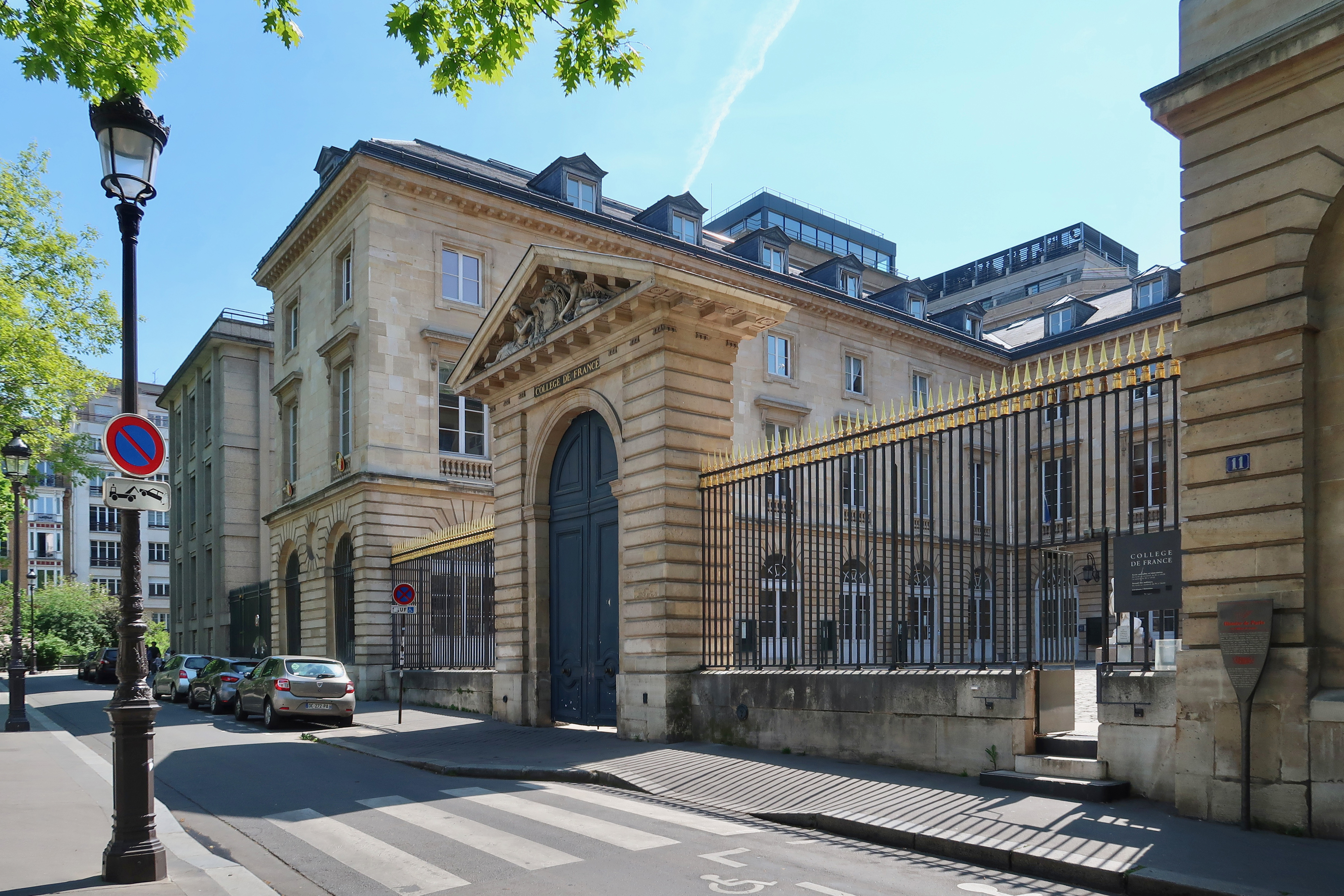
Entrée du Collège de France sur la rue des Écoles.
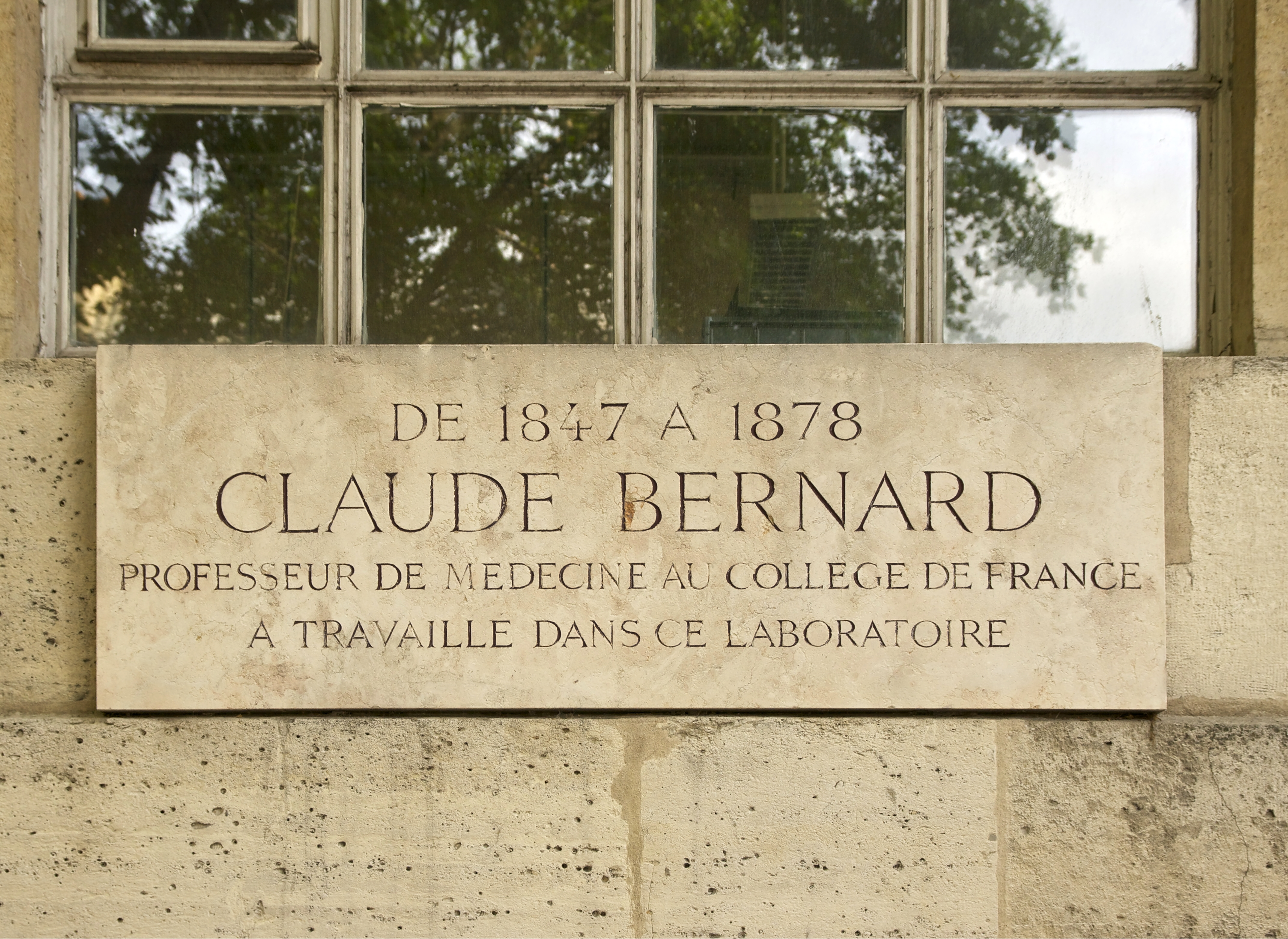
Plaque commémorative de Claude Bernard.

### La Sorbonne
La façade nord de la Sorbonne, dite « nouvelle Sorbonne » (construite par Henri-Paul Nénot), donne sur la rue des Écoles entre les rues de la Sorbonne et Saint-Jacques. C'est l'entrée principale dont on se sert pour les cérémonies. Élevée à la fin du XIXe siècle, elle est ornée de deux frontons représentant, à gauche les Sciences par Antonin Mercié, à droite les Lettres par Henri Chapu. La façade compte également huit statues allégoriques, œuvres de sculpteurs académiques, dont : L'Histoire naturelle de Joseph Carlier.

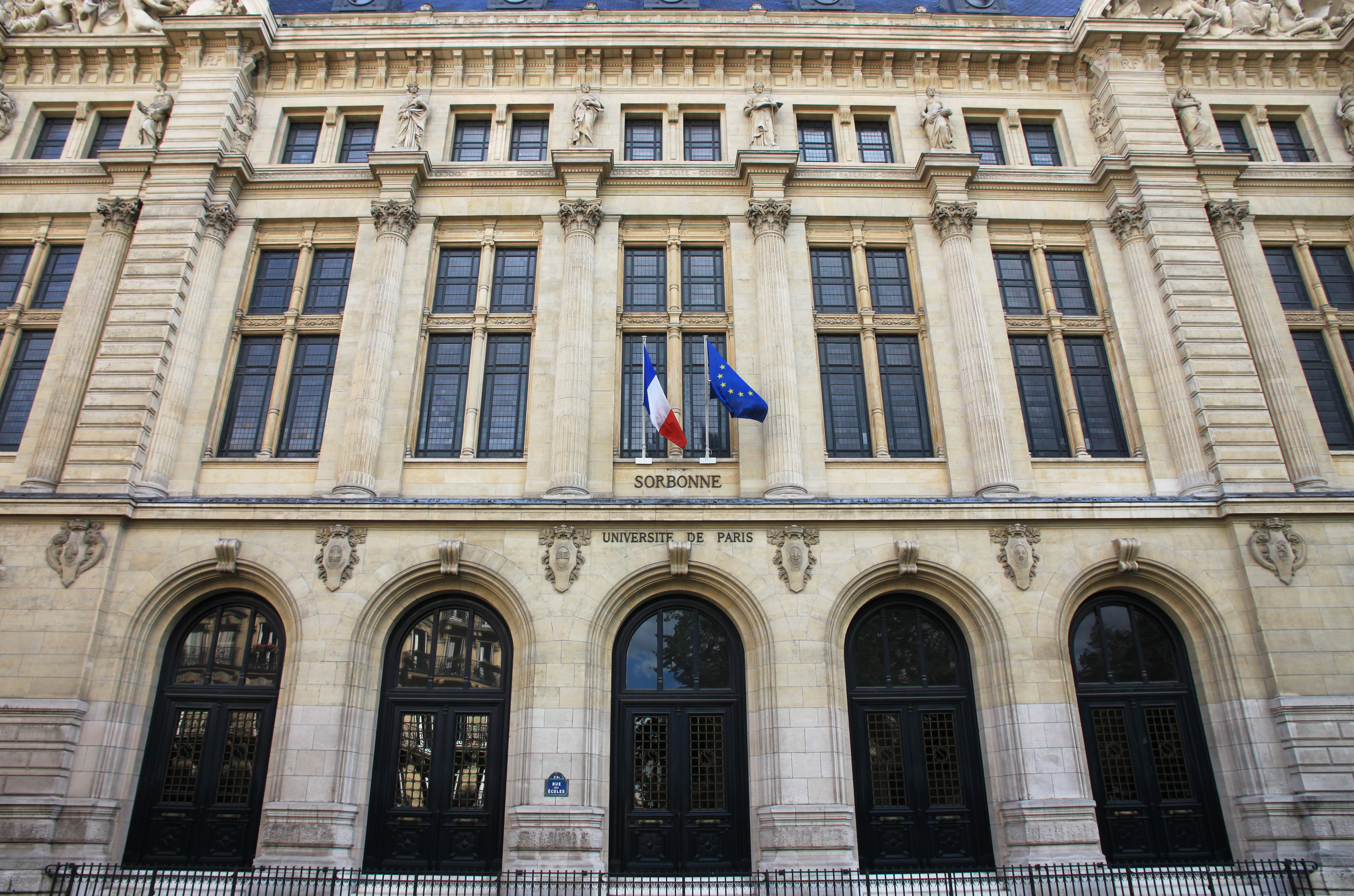
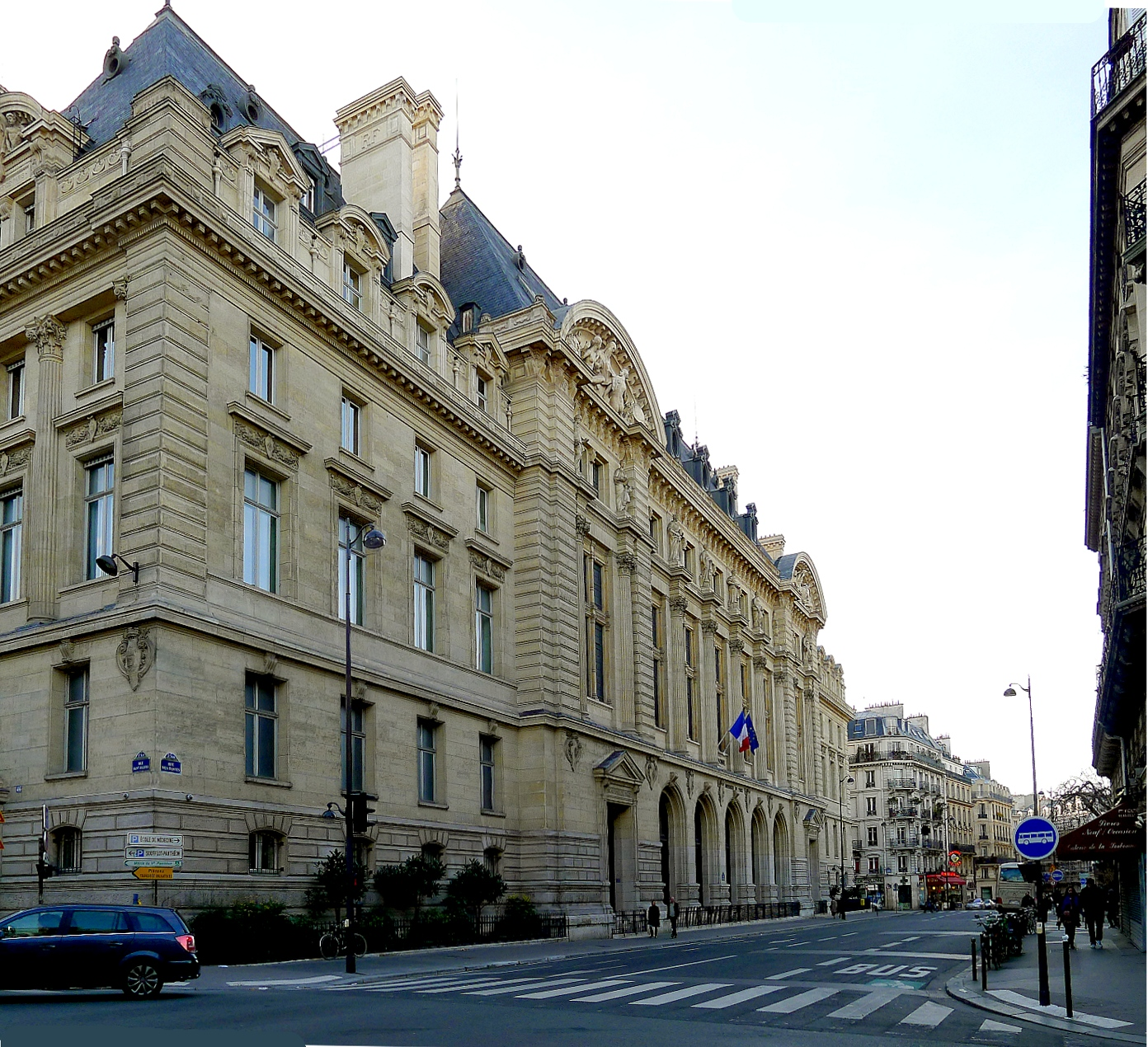
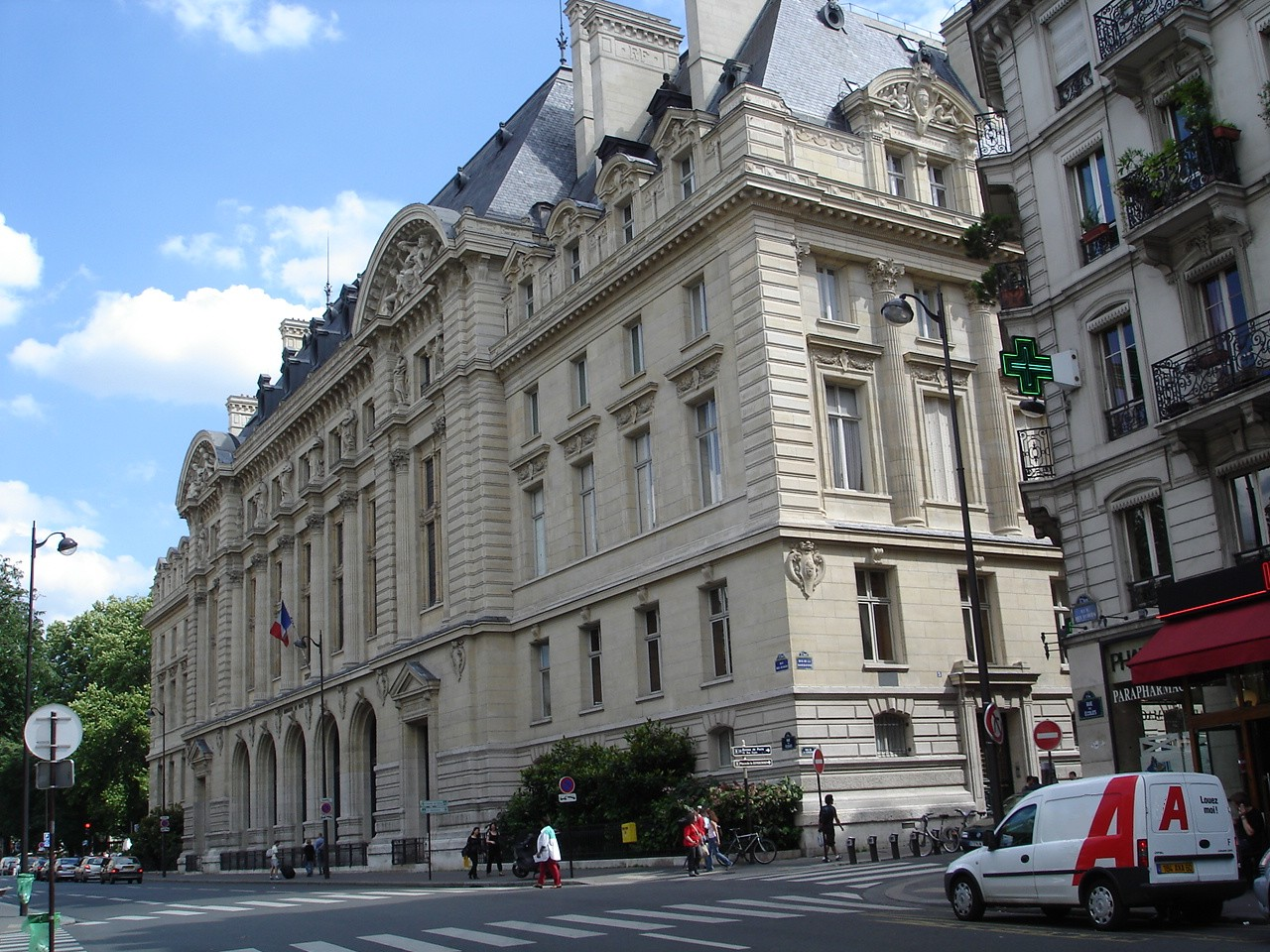
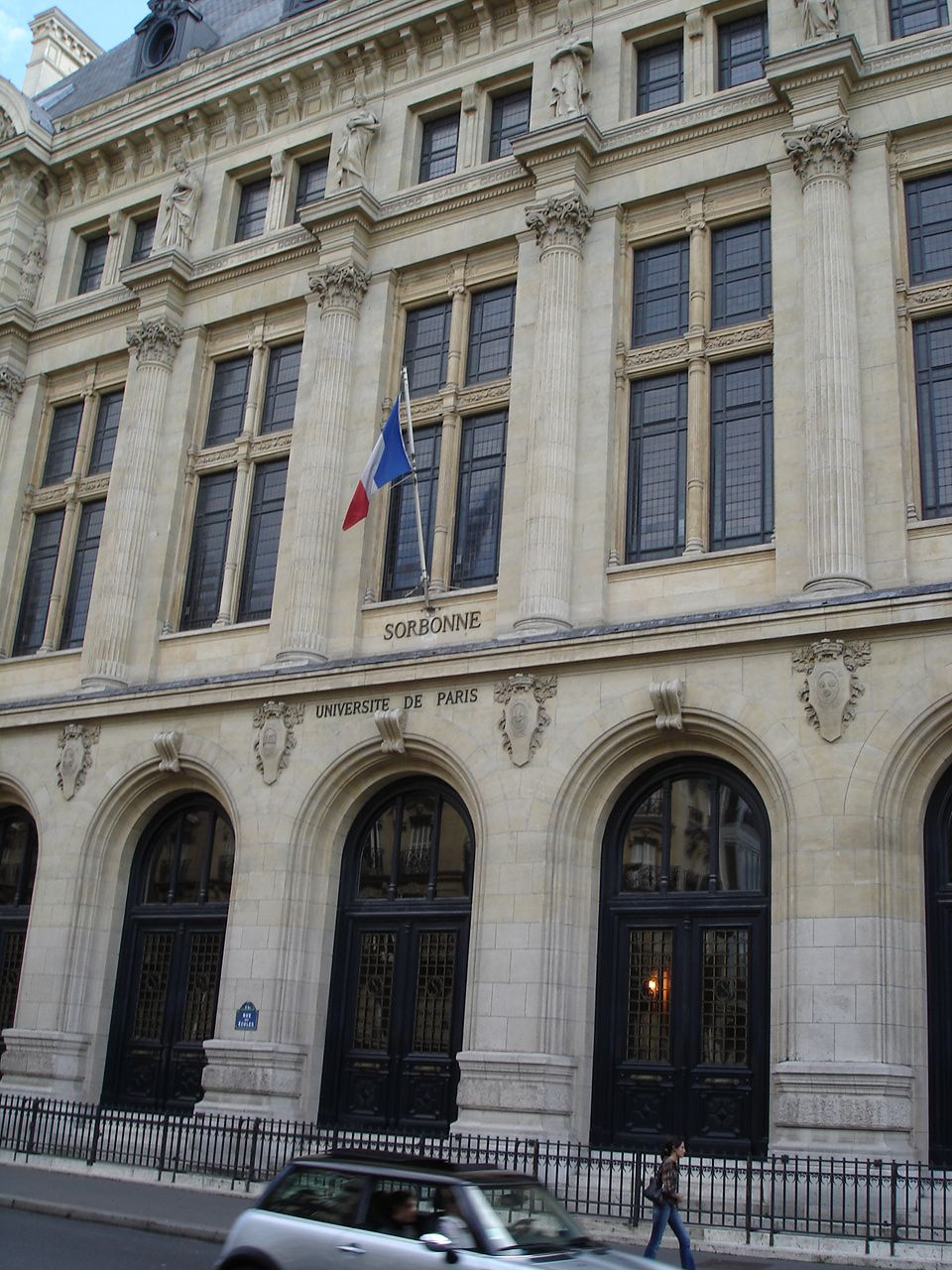
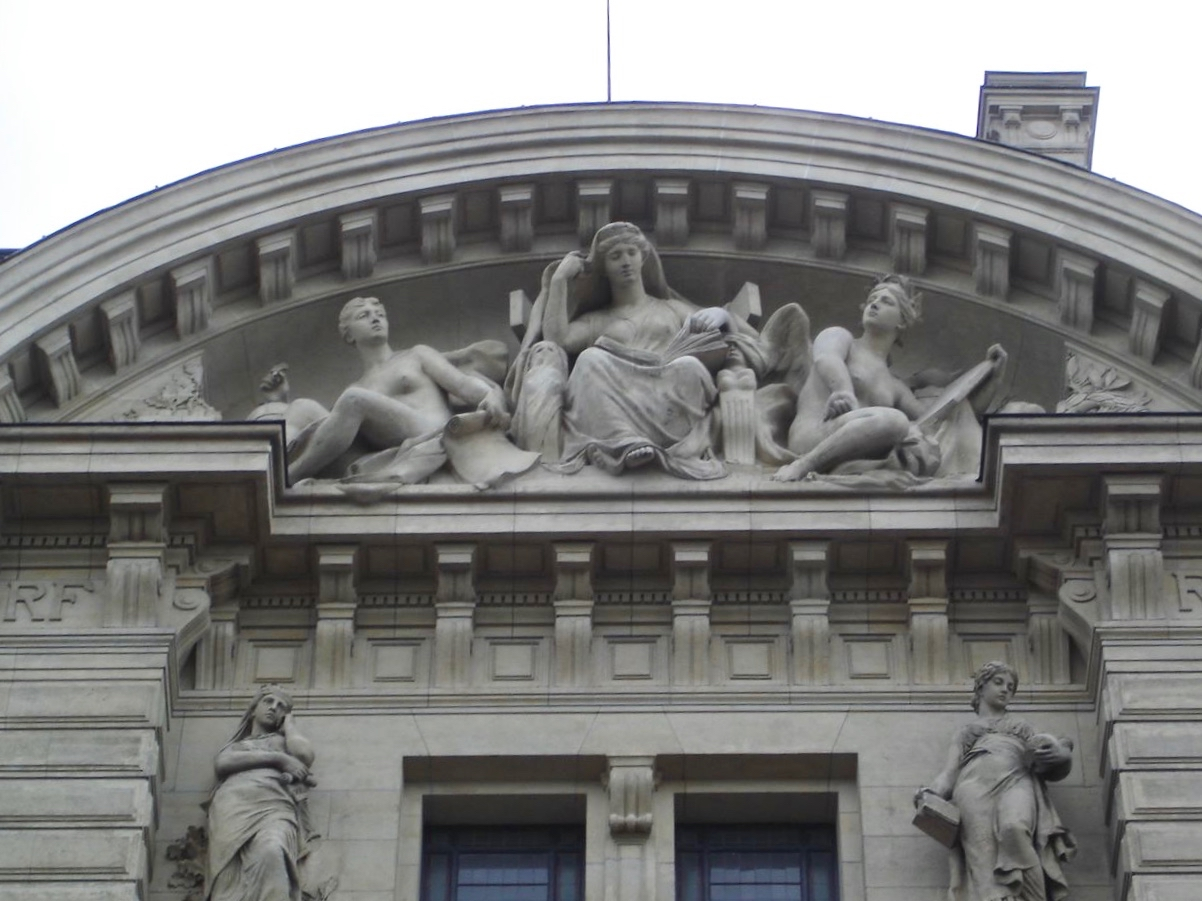

### Square Samuel-Paty et statue de Montaigne
Juste en face de la Sorbonne se trouve le square Samuel-Paty, espace vert central de la place Paul-Painlevé qui relie la rue des Écoles à la rue Du Sommerard, où est située l'entrée du musée de Cluny.
Devant le square et faisant face à la Sorbonne, la statue de Montaigne assis, œuvre du sculpteur Paul Landowski (1875-1961), offerte en 1934 à la ville de Paris par le docteur Armengaud. Cette statue initialement en pierre a été remplacée en 1989 par une copie en bronze, mieux à même de supporter les farces des étudiants ainsi que le vandalisme. Sur le socle de la statue, on peut lire :

« Paris a mon cœur dès mon enfance. Je ne suis français que par cette grande cité. Grande surtout et incomparable en variété. La gloire de la France et l’un des plus nobles ornements du monde. »

Le 16 octobre 2021, le square est renommé officiellement sous le nom du professeur assassiné un peu moins d'un an auparavant.

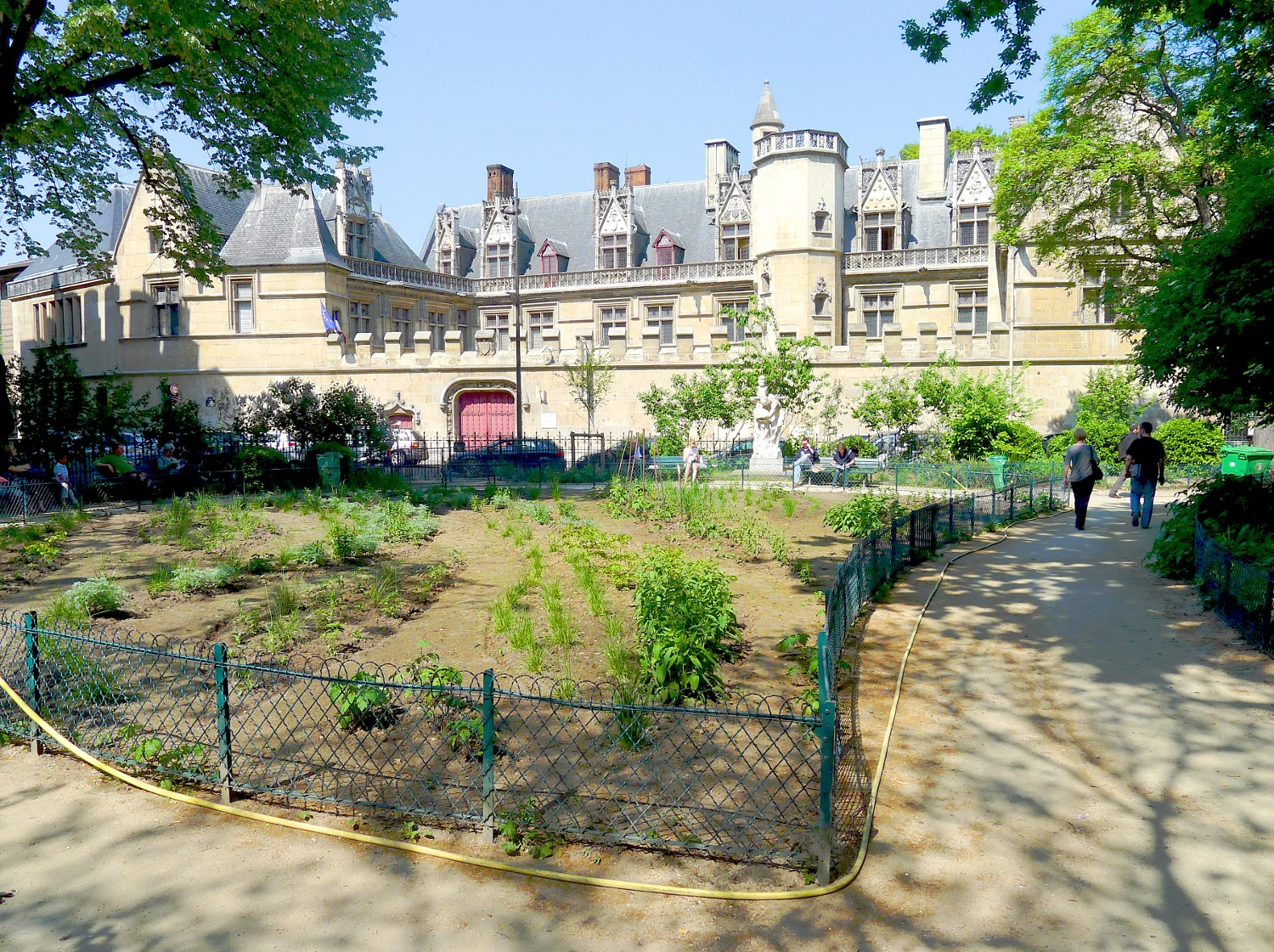
Square Samuel-Paty avec, en arrière-plan, le musée de Cluny.

### Autres
- Au no 2, emplacement de l'ancienne porte Saint-Victor de l'enceinte de Philippe Auguste ; cette porte se trouvait initialement sur la rue Saint-Victor qui a été détruite en partie par l'ouverture de la rue des Écoles au XIXe siècle. Avant la construction vers 1980 de l'immeuble moderne du no 2, des vestiges de l'enceinte étaient encore visibles.
- Aux nos 2, 4 et 4bis, emplacement du collège des Bons-Enfants-Saint-Victor, puis du séminaire Saint-Firmin, transformé, en 1792, en dépôt pour les prêtres réfractaires dont 76 furent massacrés. Les bâtiments sont ensuite affectés à une prison jusqu’en 1815, puis destinés à une institution pour jeunes aveugles jusqu’en 1844. De cette date à 1860, ils sont affectés à une caserne puis, jusqu’en 1920, à une salle des ventes, appelée « salle des Morts », en souvenir des victimes de 1792. L’ensemble est détruit en 1920[5].

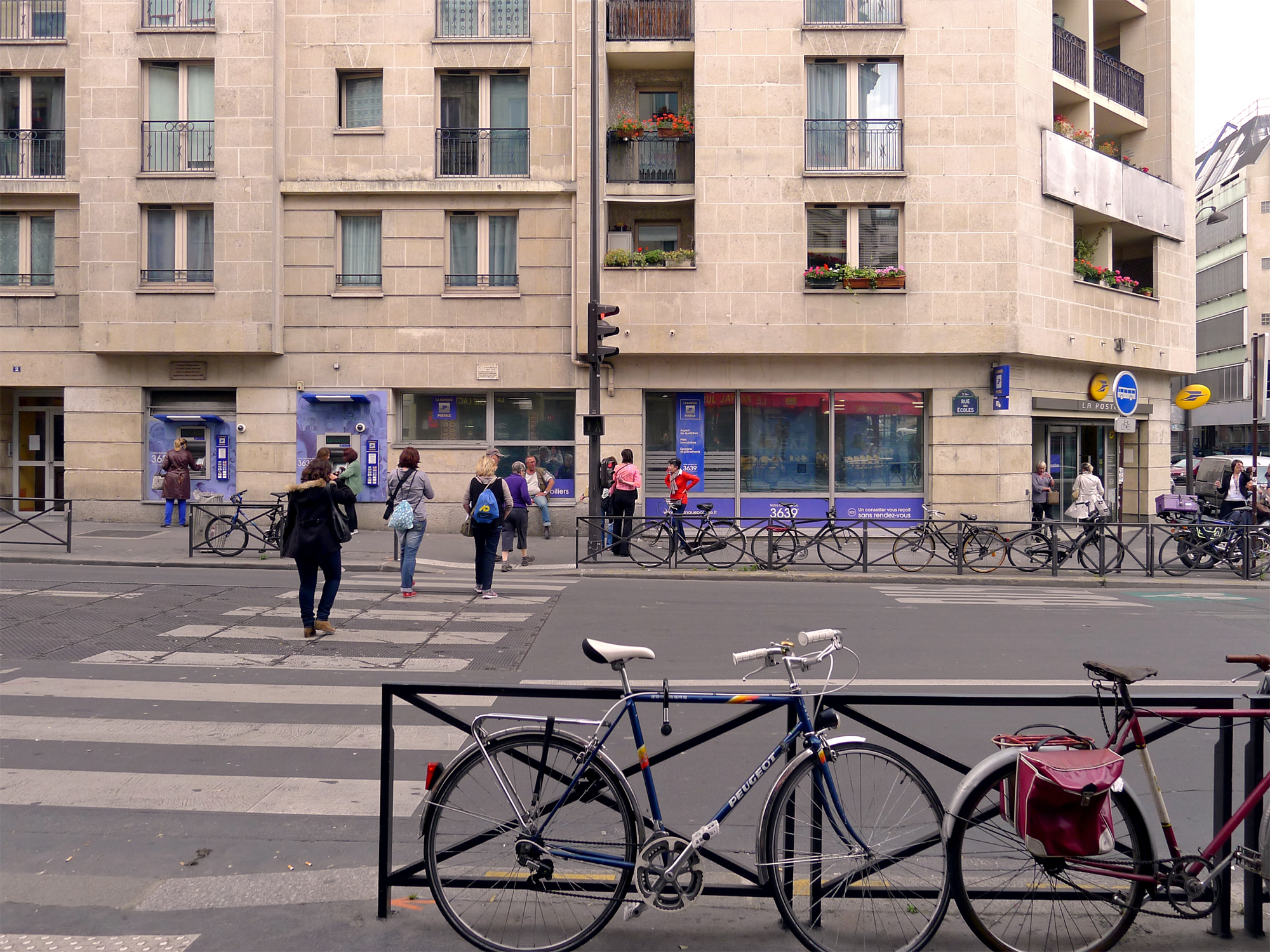
No 2 de la rue des Écoles.
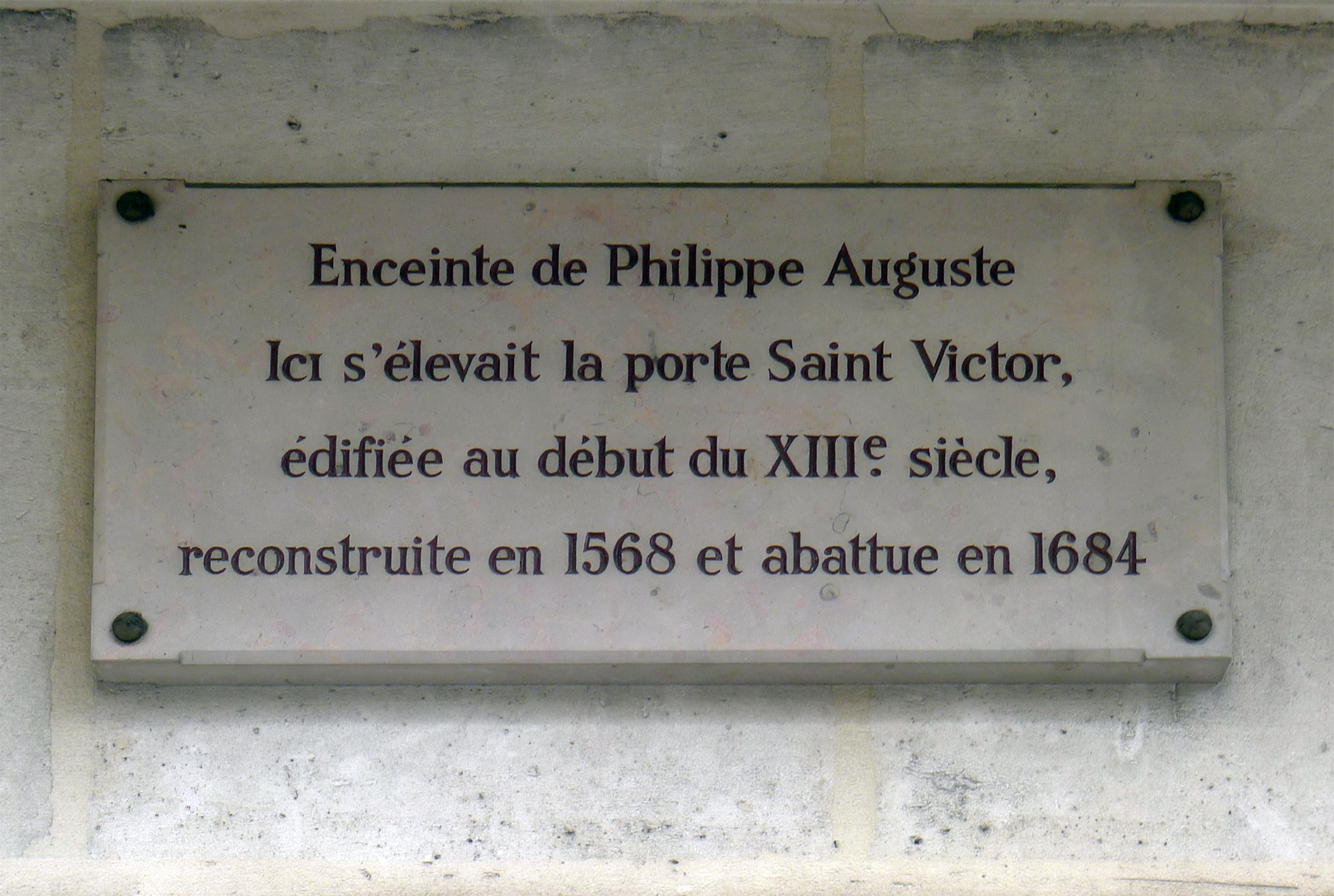
Plaque au no 2.
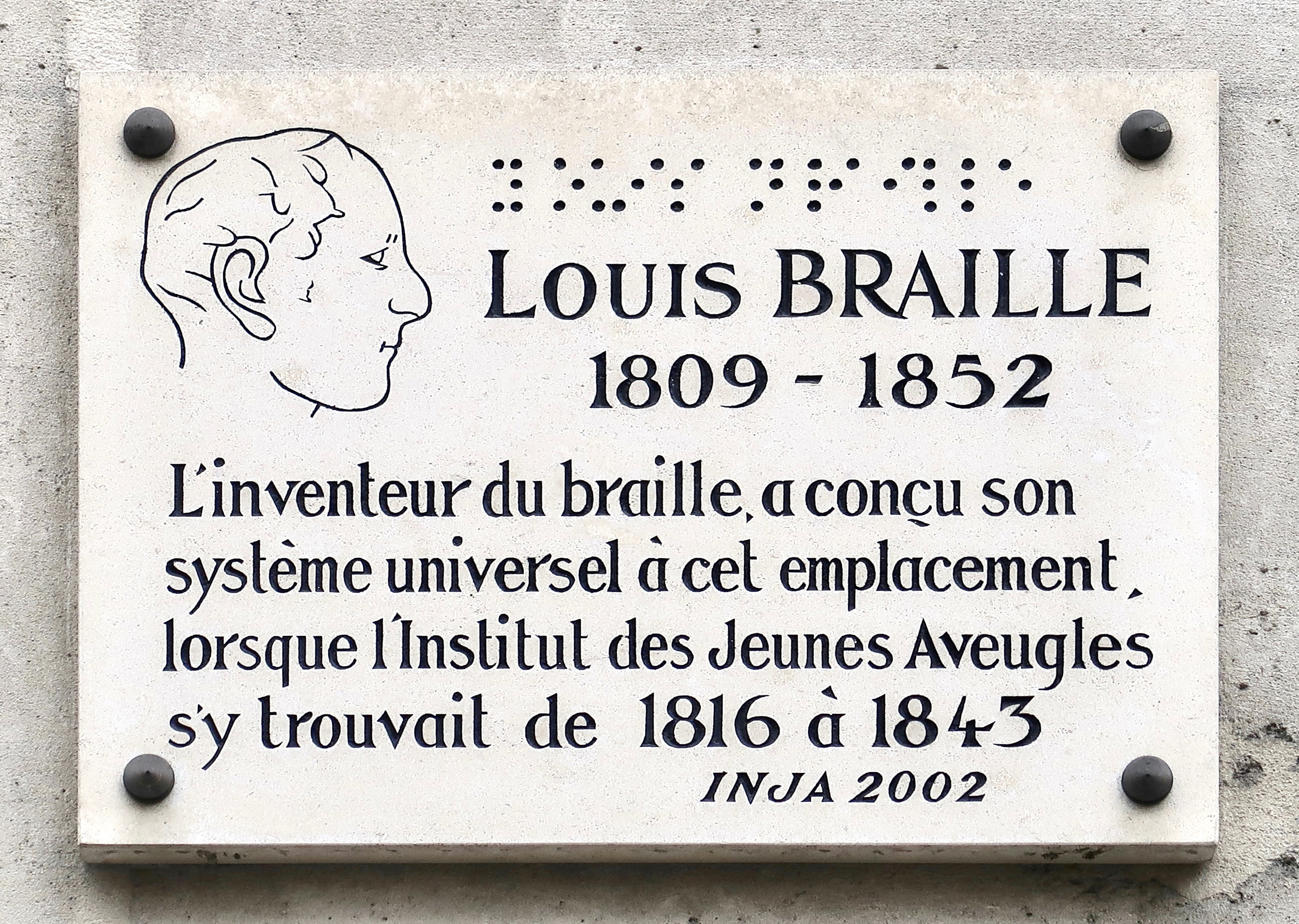
Plaque au no 2.
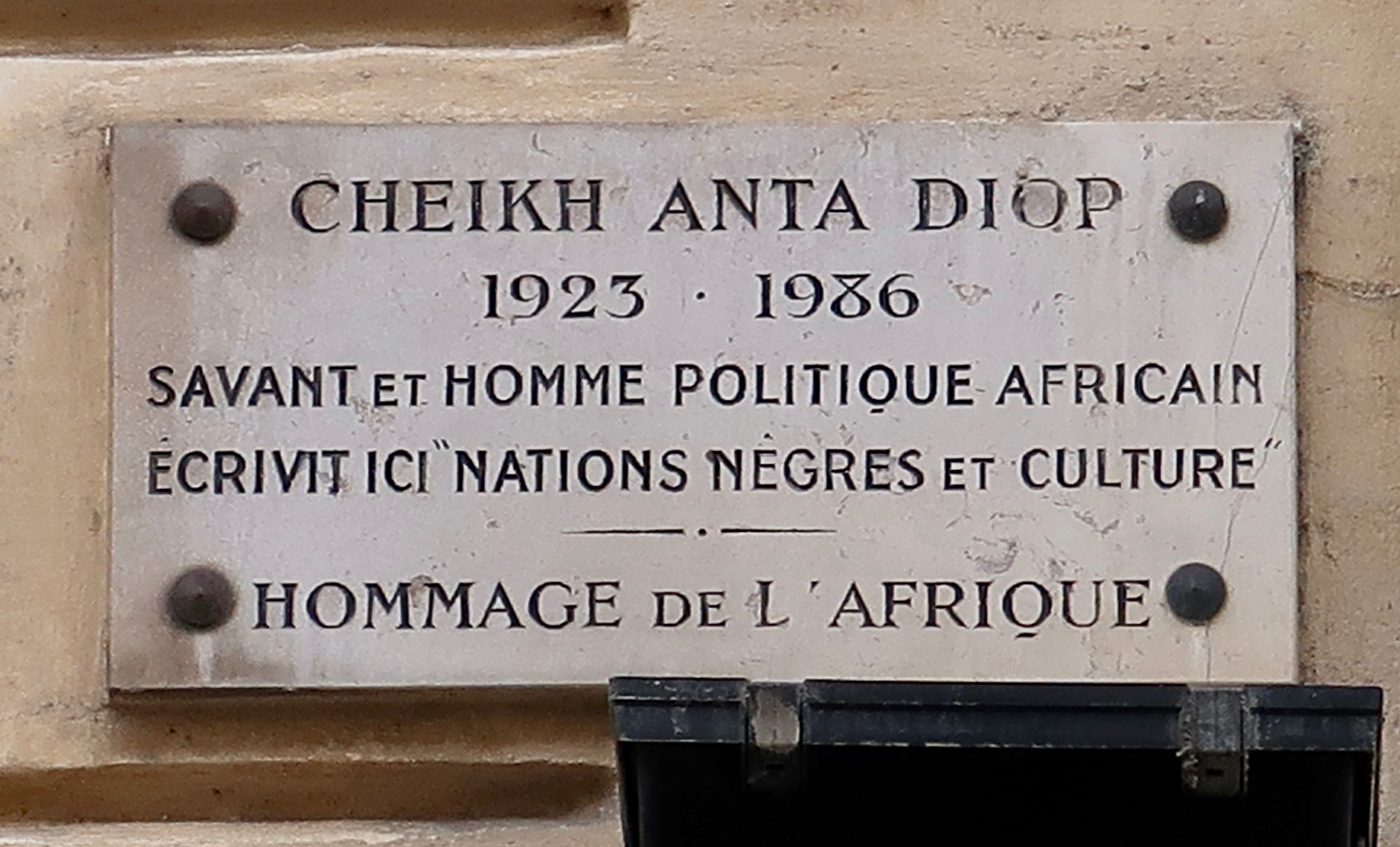
Plaque au no 31.
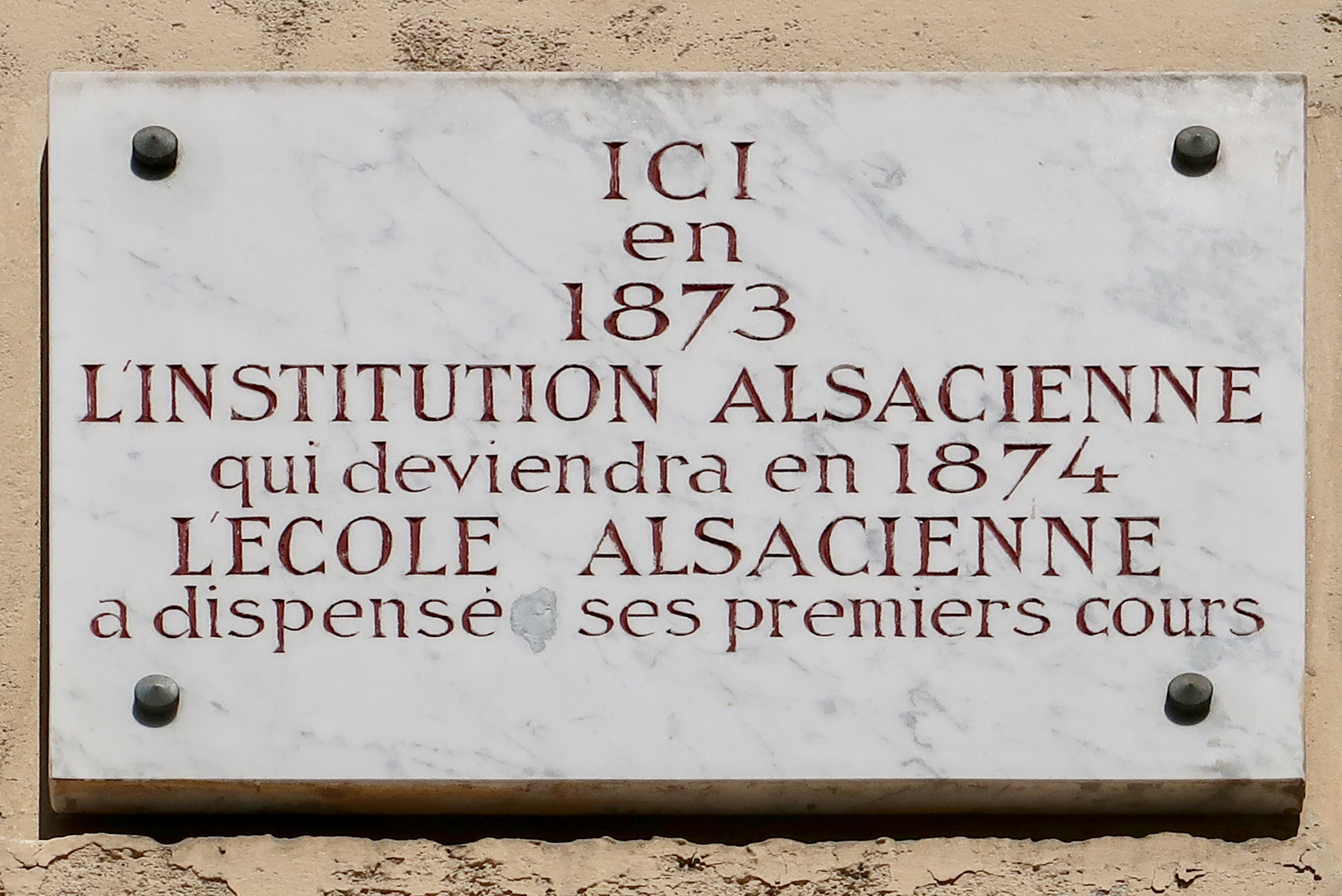
Plaque au no 36.
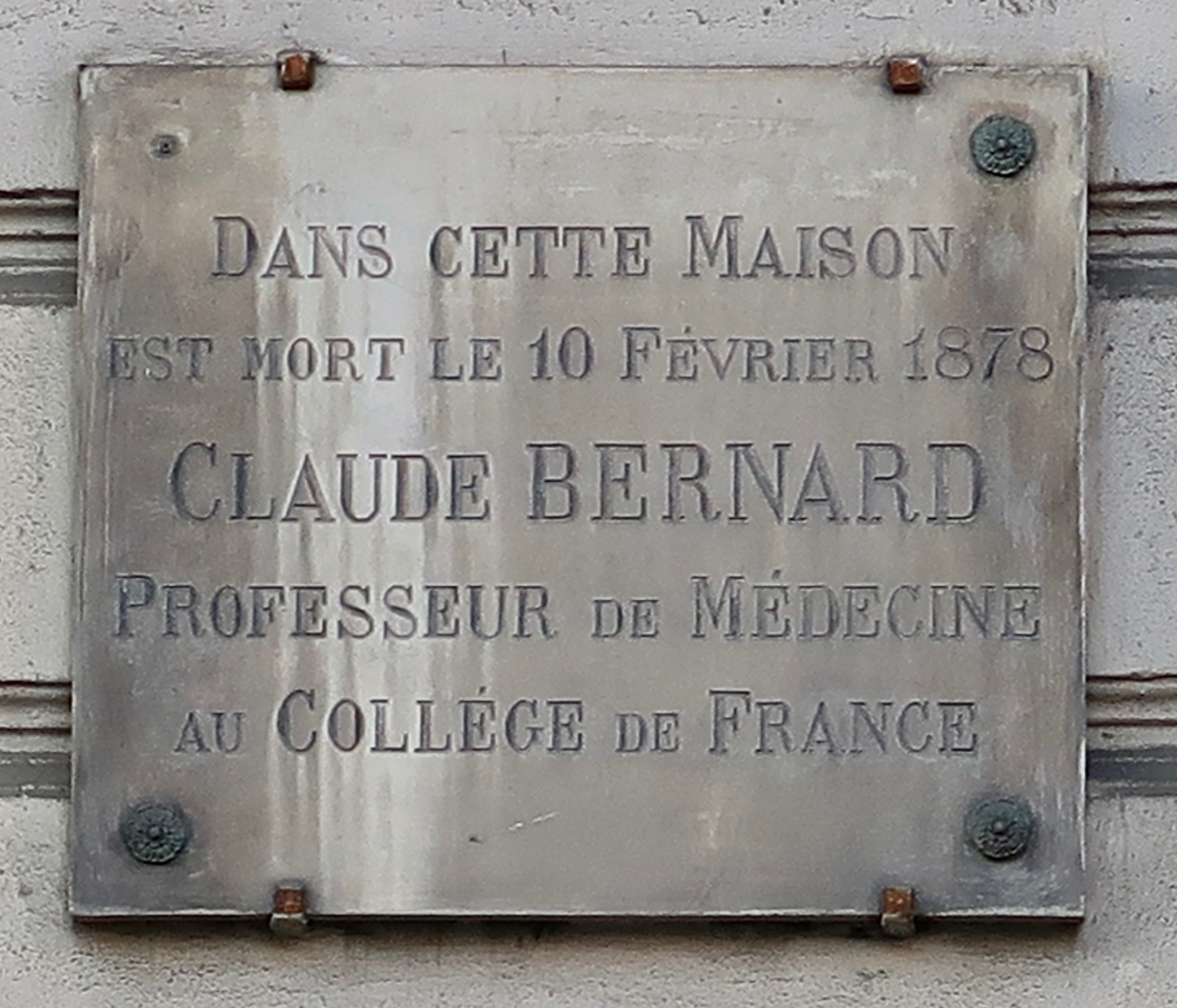
Plaque au no 40.
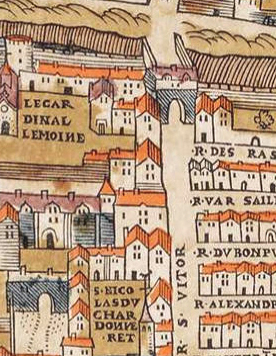
Porte Saint-Victor sur le plan de Truschet et Hoyau (1550).
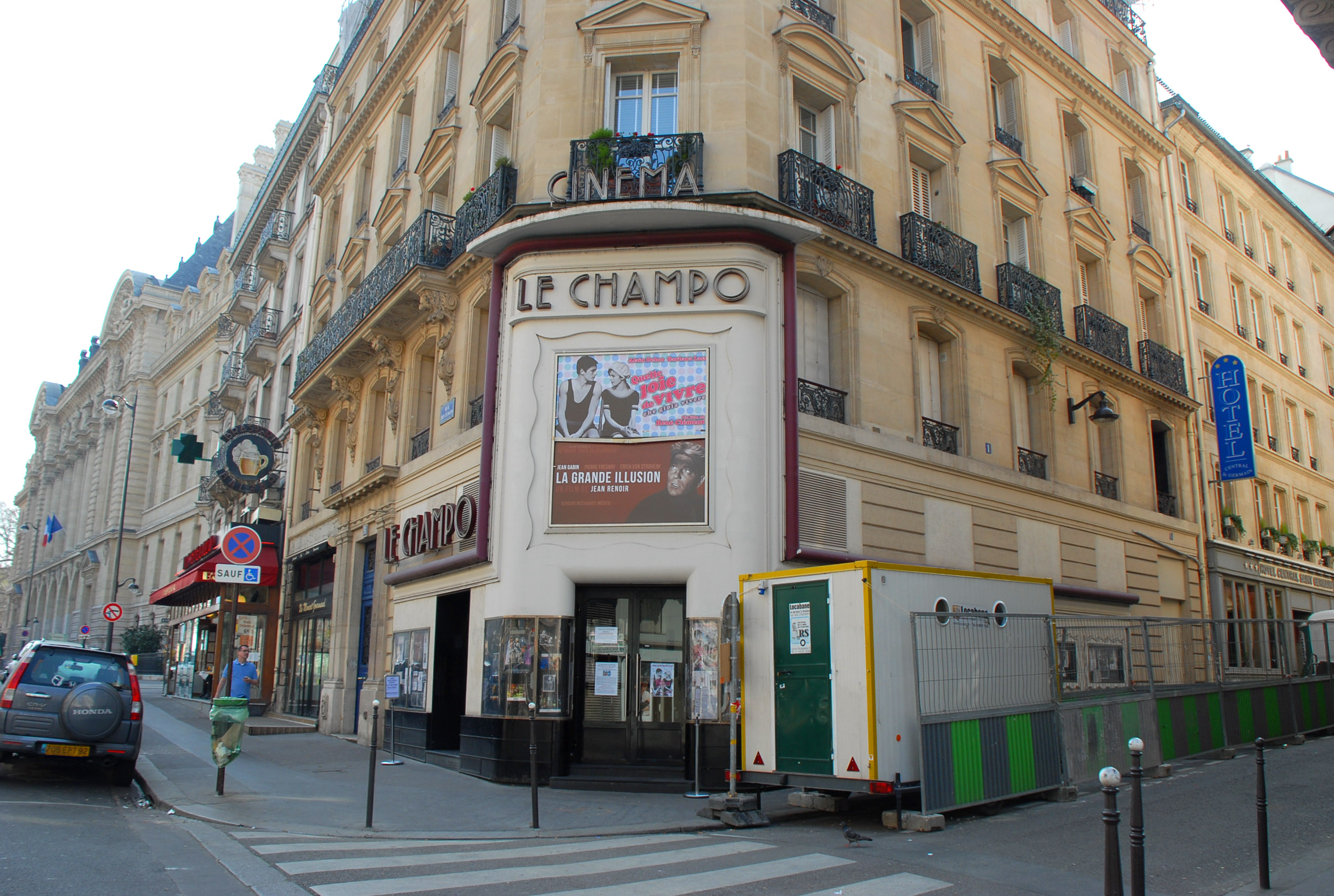
Cinéma Le Champo.

- À l'emplacement de la poste, au croisement de la rue du Cardinal-Lemoine, se trouvait autrefois l'Institut royal des jeunes aveugles où Louis Braille[6] conçut l'écriture braille.
- Au no 5, domicile d'Alfred Vallette et de Rachilde. Ils ont hébergé Paul Verlaine durant une période.
- Au no 5, le cinéma Grand Action inauguré en 1970, classé « art et essai ».
- Au no 8, permanence du comité de la rue d'Arras pendant la Commune de Paris (il a son siège 14, rue du Cloître-Notre-Dame)[7].
- Au no 16, la librairie unique des éditions L'Harmattan.

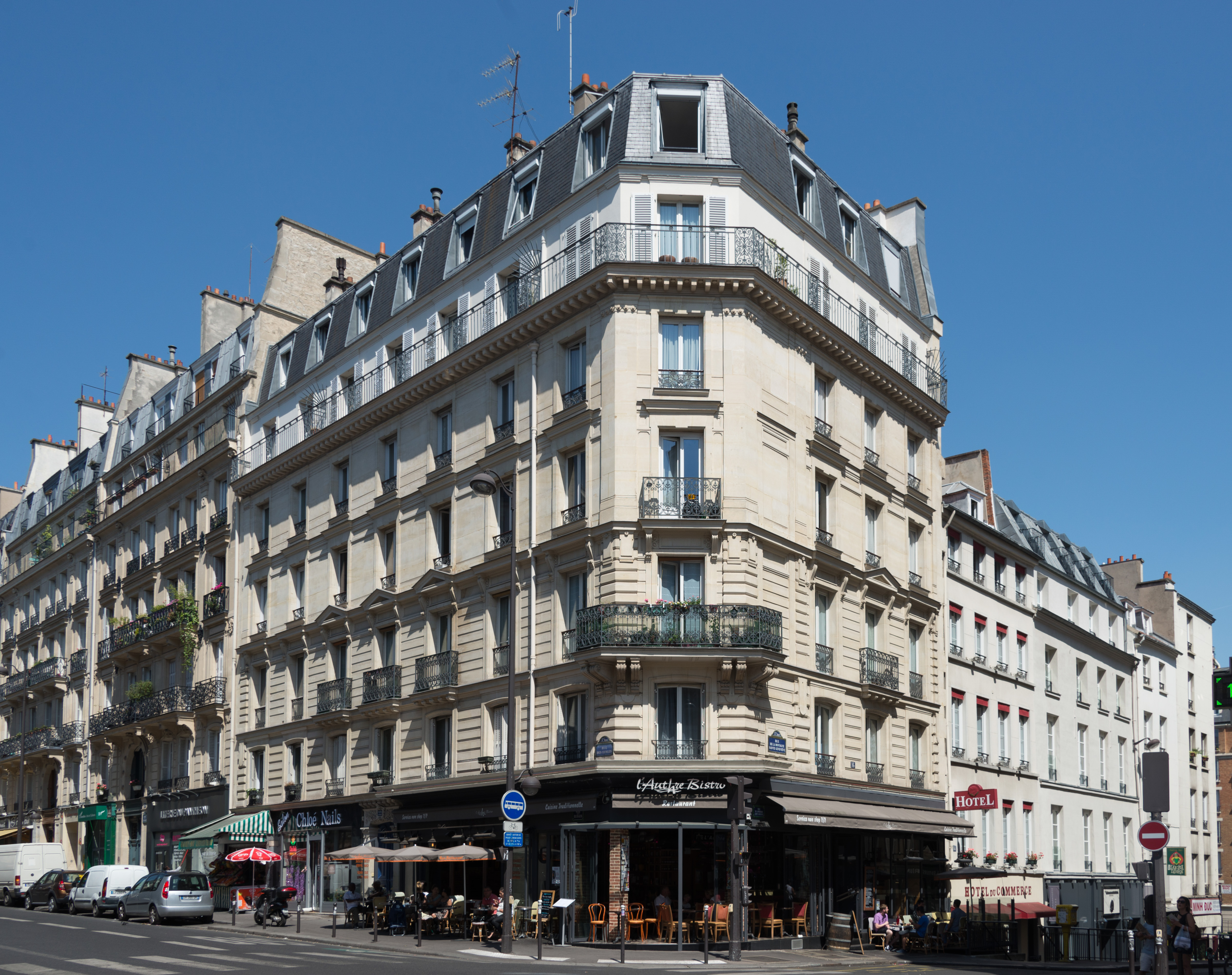
no 22.

- Au no 23, le cinéma d'art et d'essai Écoles Cinéma Club (anciennement Action Écoles, etc.) ouvert en 1977.
- Au no 25 bis, Présence africaine, une maison d'édition et de presse.
- Au no 26, adresse du domicile parisien d'Adolphe Malet, maire du Plessis-Piquet, qui se réfugie ici lors de la guerre de 1870 et y réunit son conseil municipal[8].
- Au no 31, une plaque rend hommage à l'historien Cheikh Anta Diop.
- Au no 36, l'établissement qui deviendra l'École alsacienne y donna ses premiers cours, en 1873. Une plaque rappelle cette histoire.
- Au no 40, l'immeuble où mourut Claude Bernard[9].
- Au no 44, l'immeuble où habita Jean Dausset de 2001 à 2009 ; une plaque lui rend hommage[9].

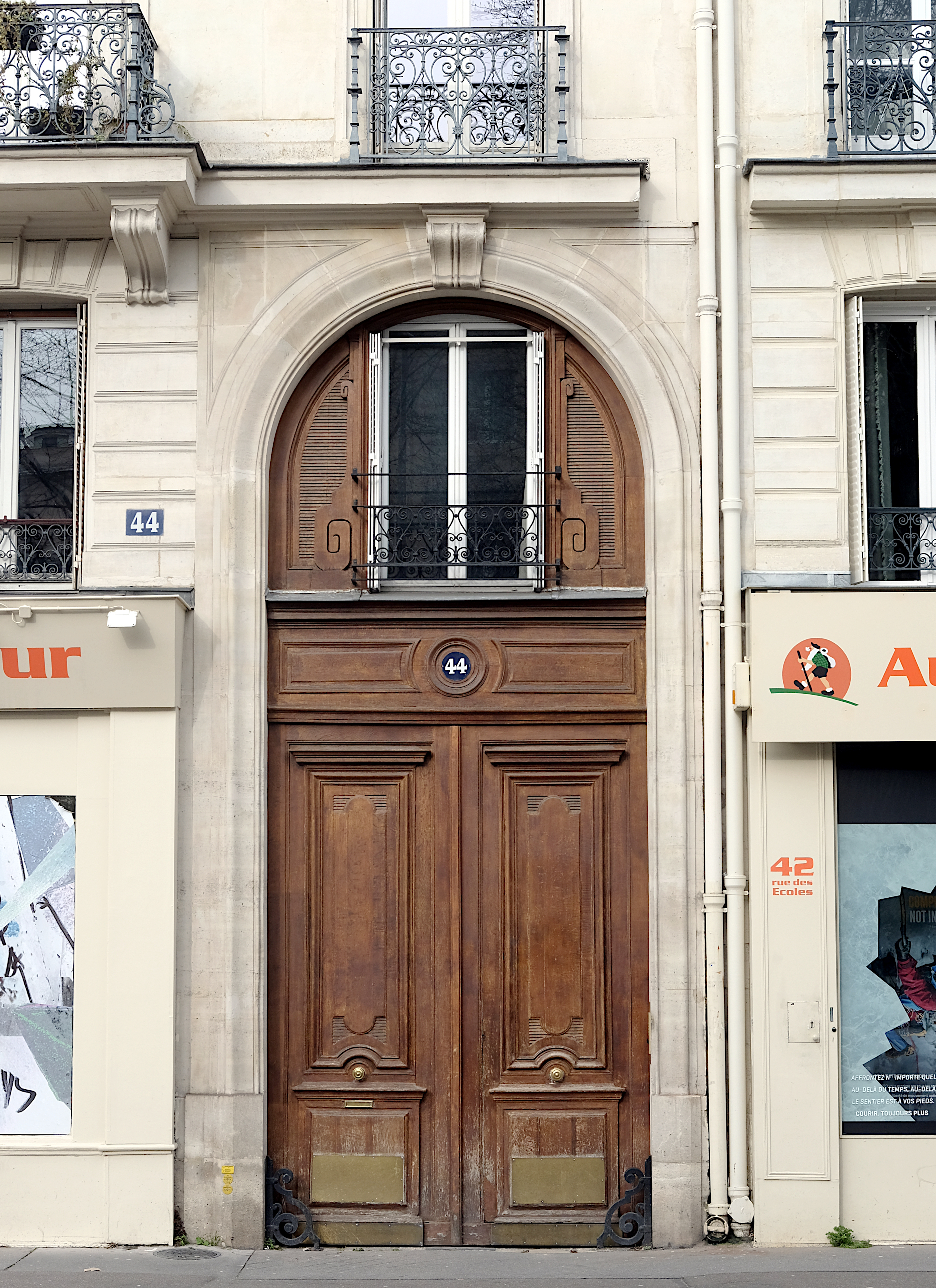
La porte d'entrée du no 44.
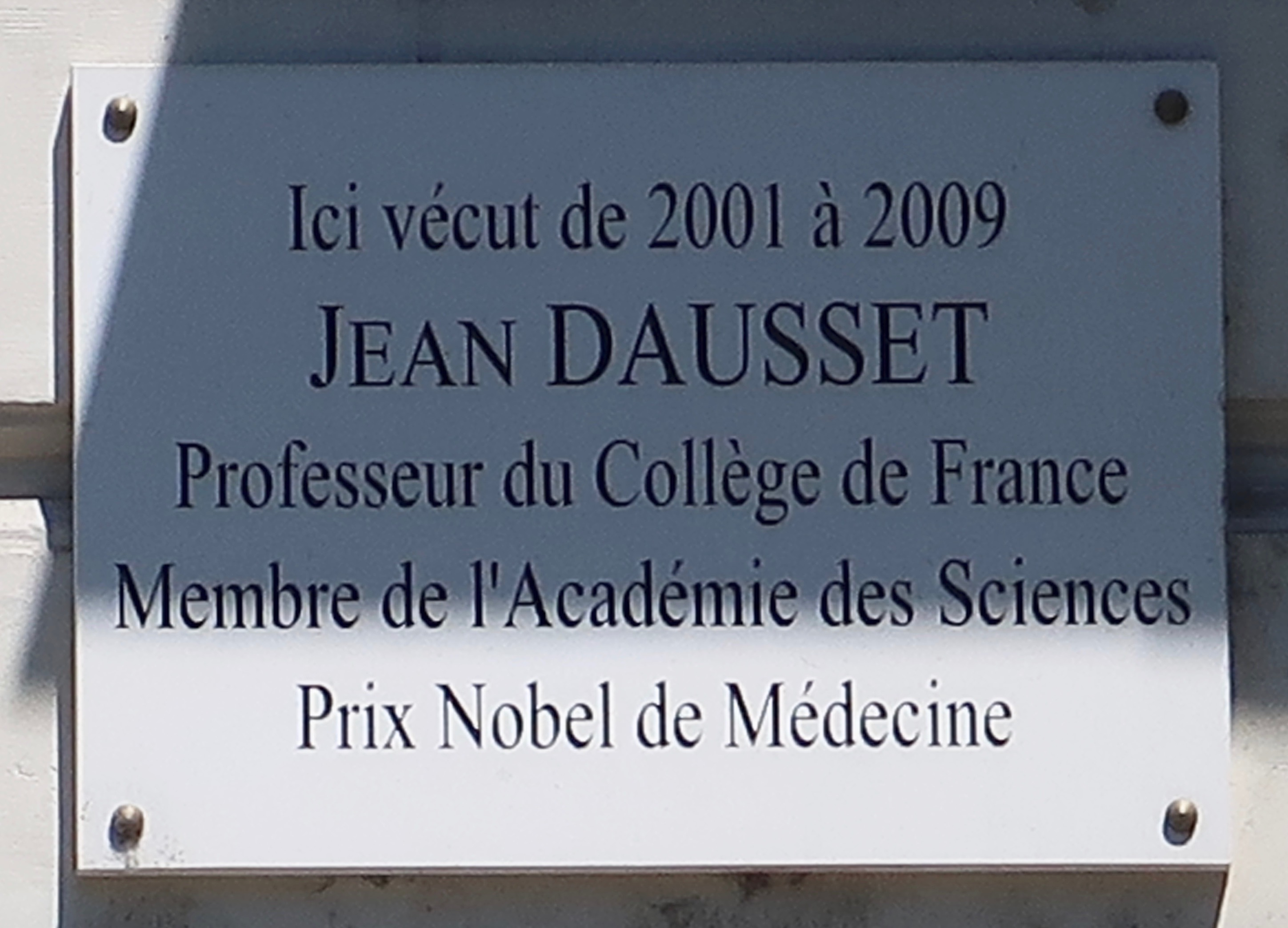
Plaque au no 44.

- Autour du no 48, le village de boutiques du magasin Au vieux campeur, créé en 1941 par Roger de Rorthays et spécialisé dans les articles de sport et de plein air.
- Au no 49 : la brasserie Le Balzar.
- Au no 50 : en 1879 le directeur du journal littéraire illustré : Les Hydropathes de monsieur Paul Vivien (1858-1931), y domicilie son journal.
- Au no 51 à l'angle de la rue Champollion, le cinéma d'art et d'essai Le Champollion (aujourd'hui Le Champo - Espace Jacques-Tati) ouvert en 1938 et classé en 2000 aux monuments historiques[10].
- Au no 60 : Institut finlandais.

C'est dans cette rue que Roland Barthes est blessé le 25 février 1980, renversé par une camionnette, avant de mourir le 26 mars suivant.